# PLUTO
『PLUTO』（プルートゥ）は、浦沢直樹による日本の漫画。手塚治虫の『鉄腕アトム』に含まれる「地上最大のロボット」の回を原作としてリメイクした作品。監修・手塚眞、プロデューサー・長崎尚志、協力・手塚プロダクション。『ビッグコミックオリジナル』（小学館）にて、2003年から2009年まで連載された。単行本は電子書籍化されていなかったが、2022年10月28日より、浦沢作品の電子化プロジェクトの第5弾作品として配信されている。
第9回手塚治虫文化賞マンガ大賞、平成17年度第9回文化庁メディア芸術祭マンガ部門優秀賞、第41回星雲賞コミック部門受賞。宝島社の「このマンガがすごい!」2006年版オトコ編の1位、フリースタイルの「このマンガを読め!2005」の1位作品。
2023年2月時点で単行本の累計発行部数は1000万部を突破している。
2010年には実写映画版の制作が発表されている（後述）。
2023年10月にNetflixにてWebアニメが配信された。

## 作品背景
『鉄腕アトム』の主人公であるアトムは、作中の2003年4月7日にこの世に生を受けたと設定されている。現実社会における2003年にはアニメ化第3シリーズ『アストロボーイ・鉄腕アトム』放送などアトム生誕記念イベントが催された。本作もそうした企画のひとつとしてスタートした。
作者の浦沢直樹が生まれて初めて漫画で感動した作品が『鉄腕アトム』のエピソードのひとつである「地上最大のロボット」であった。浦沢は「5歳で初めて読んだ時から、全漫画の中央に鎮座するというイメージがある」「その時感じた得体のしれない”切なさ”を、一生かけて突き詰めようとする感覚がある」と語っている。その作品をリメイクするという発想は無かったが、漫画界全体でアトム生誕を祝うため、手塚プロダクションから相談を受けた際、軽い気持ちで「『地上最大のロボット』をリメイクするくらいの、気骨のある漫画家はいないもんかね」とこぼしたことから、大それたことだと思いながらも、浦沢自身が描くことになった。2002年冬、浦沢は手塚治虫の息子である手塚眞にその許諾を求める。手塚は一度はこれを断るものの、その後の浦沢の熱心なラブコールに心を動かされ、2003年3月28日に「地上最大のロボット」のリメイクを了承する。同年9月より『ビッグコミックオリジナル』にて連載がスタートした。
「漫画の神様」といわれる手塚治虫の作品を別の漫画家が描く事はそれまでご法度とされていた。リメイクを了承した手塚眞は「やるんだったら、浦沢さんの代表作になるようなものにしてください」と伝え、単なるオマージュ作品ではなく浦沢作品として本作を描くことを要望した。浦沢は『20世紀少年』と同じく長崎尚志プロデューサーと組み、人間と高性能ロボットが完全に共生する近未来で起こるSFサスペンスドラマとして描いた。
作中の設定は連載開始当時ニュースをにぎわせていたイラク戦争を反映したものとなっており、アトムをはじめとするキャラクターデザインやストーリー設定の一部には浦沢流のアレンジが加えられている。手塚治虫の原作では少年ロボット「アトム」が主人公ではあるが、浦沢直樹版では原作で脇役として登場したドイツの刑事ロボット「ゲジヒト」の視点から物語が描かれている。また、原作『鉄腕アトム』のほかの回で登場したキャラクターや、鉄腕アトム以外の手塚作品で登場したキャラクターに似たキャラクターが登場したり、ゲジヒトとアトムが立ち寄った喫茶店の名前が「TOKIWA」であったりする。

## あらすじ
発端
かつて大きな戦争があった。中央アジアのペルシア王国はロボット産業の育成により飛躍的な発展を遂げていた。独裁体制を掲げる国王ダリウス14世は圧倒的な軍事力をもって隣国の脅威となり、次々と侵略戦争を行う。一方、世界の警察を標榜するトラキア合衆国のアレクサンダー大統領はこれを糾弾し、「大量破壊ロボット製造禁止条約」を提唱。「ペルシア王国が大量殺戮ロボットを保有している」と主張する。同国への調査に法律・ロボット工学などの各分野において優れた見識を持つ人物たちから成るボラー調査団が結成される。その中には日本のお茶の水博士も含まれていた。だが、トラキアの主張する大量殺戮ロボット保有について確たる裏付けはできなかった。調査団が目にしたのは夥しいロボットたちの残骸が置かれた地下空間であり、ペルシアは残骸置き場として利用していただけだと説明する。
確たる証拠が得られないままトラキアはペルシアと戦端を開き、戦争は泥沼と化す。こうして第39次中央アジア紛争は悪化の一途を辿る。やむなく国連平和維持軍として当時世界最高水準とされたロボットたちが派遣された。スイスのモンブラン、ドイツのゲジヒト、ブリテンのノース2号、トルコのブランドとギリシアのヘラクレス、そして日本のアトム。だが、アトムはその意に反して戦災に遭った人々を慰問する「アイドル」として大歓迎を受ける。ゲジヒトはロボット刑事の特性から市内の探索に回される。モンブラン・ノース２号・ブランド・ヘラクレスは、卓越した戦闘能力でロボット兵を次々と破壊。唯一人、徴兵拒否したオーストラリアのエプシロンは罰として戦後処理に駆り出される。彼らこそ一つ間違えば大量殺戮兵器となりかねない優秀すぎるロボットたちだった。だが、平和維持軍に参加した7体のロボットたちは戦争の意義も隠された意図も知ることなく、それぞれが同胞殺しへの罪の意識を抱き、荒廃した街と人もロボットも無残な姿となった凄惨な光景に言葉を失い、全員が一様に「心の疵」を負った。そして役目を終えた彼らは自らの日常へと戻っていった。
ペルシア王国は荒廃し、ダリウス14世は戦争犯罪人として捕らえられた。ペルシアは民主主義を受け入れて共和国となるも、戦争で理不尽に肉親を奪われた人々の怒りや絶望感は抑えようもなく、戦争は完全に終わることなく火種は燻り続ける。そして4年が過ぎる。
事件
ユーロポールのロボット刑事であるゲジヒトは森林火災の後に発見されたモンブランの残骸に言葉を失う。モンブランは戦争参加後、森林レンジャーとして活躍。誰もが慕う存在となっていた。モンブランほどの優秀なロボットが何者かに破壊されたということ自体が信じがたいことだった。同じ頃、デュッセルドルフでベルナルド・ランケという活動家が殺害される。一見するとなんら共通点を持たない二つの事件だが、二つの事件に共通するのは頭部に角を見立てたものが刺されていたことだった。ランケを殺して立ち去ったのはロボットとしか思えない能力の持ち主だった。ロボットは人工頭脳に組み込まれたシステム上、人間を殺害できない。ゲジヒトは過去にただ一人、殺人を犯したロボットブラウ1589と遭う。ブラウの人工頭脳は何度調べても「正常」で人類はブラウを恐れて幽閉した。ブラウはゲジヒトに記憶チップの交換を申し出るが、ゲジヒトは拒否する。更にスコットランドで執事ロボットとして盲目の音楽家に仕えていたノース2号も殺害される。彼は穏やかな暮らしを欲していた。ゲジヒトはトルコに赴き、ロボットスーツの世界チャンピオンであるブランドに遭い、身の危険を警告する。
更に日本の法学者・田崎純一郎も殺害される。田崎の遺体にも角に見立てたものが残っていた。捜査で来日したゲジヒトはアトムと出会う。見た目といい仕草といいアトムは最も「人間の子供」に近いロボットだった。だが、アトムの心はゲジヒトたちとそう変わらないもので、苛酷な体験を経ながら見た目で判断されるアトムも彼なりの苦悩を抱えていた。ゲジヒトは自分より優秀な人工頭脳を持つアトムに自身の記憶チップの解析を依頼。その際、アトムはゲジヒトの隠された秘密を知り、隠れて涙する。
一方、アトムはゲジヒトから得た捜査情報をもとに日本で田崎殺害事件の捜査指揮をとる旧知の田鷲警部に捜査協力する。アトムの解析により、田崎純一郎は人間の客を迎え、お茶とお茶請けの羊羹を出してのんびり談笑した後に、突然あることを思いだし、慌てて名刺を探して電話をかけようとした後に殺害されたのだと判明する。田崎が電話しようとしていた相手はお茶の水博士だった。アトムはお茶の水博士に危機を伝え、殺された人間達に共通するのが元ボラー調査団のメンバーだということを伝える。一方、ゲジヒトとアトムは殺されたロボットたちに共通するのが第39次中央アジア紛争に平和維持軍として駆り出された世界最高水準のロボットだと見抜き、ゲジヒトはギリシャでヘラクレスと接触して警告していた。一方その頃、ブランドはモンブランの仇を討つべく、軍用スーツを持ち出して襲撃者を待ち受けていた。彼の前に謎の巨大ロボットが姿を現す。アトム、ゲジヒト、ヘラクレスはブランドの戦いをモニターするが、奮闘空しくブランドも犠牲となる。
深まる謎
アトムはブランドと敵との戦いの際に人工頭脳が発する奇妙な波形をとらえていた。アトムはそれを「巨大な苦しみ」と表現する。ユーロに戻ったゲジヒトは悪夢にうなされていた。過労が祟って人工頭脳が疲弊していると感じたゲジヒトは妻のヘレナと共に日本旅行を申請するが、二年前にキャンセルされていたことを知る。ゲジヒトとヘレナは二人でユーロ圏を出たことはない。日本旅行をキャンセルした二年前、ゲジヒトとヘレナは捜査研修を兼ねたスペイン旅行を楽しんでいた。そのときの記憶は確かにある。だが、残された写真の多さに違和感を抱く。ゲジヒトのメンテナンスを請け負うホフマン博士はゲジヒトから悪夢のことや日本旅行のキャンセルとスペイン旅行について相談される。二年前にゲジヒトの身に何かが起きて、記憶が改竄された。ホフマンは局長に尋ね、確証は得られないものの何かを隠していると感じて追及する。ゲジヒトはブラウを訪ねて記憶チップの交換を申し出る。ブラウはトラキアのアレクサンダー大統領についている人工頭脳の話をする。一方、ヘラクレスは莫大な資産を投じてブランドの遺体回収作業を行っていた。
アトムの妹ウランは超感覚ともいうべき、人間や動物といった生物だけでなく、人工頭脳の発する「恐怖」を遠く離れた場所でも感じ取れる機能を持っていた。突然発生した局地的な竜巻で輸送車が横転し、事故で放たれてしまった猛獣たちを射殺の危機から救ったウランは別の誰かが発する恐怖を感じ取っていた。アトムは警視庁にウランを迎えに行った帰りにある人物とすれ違う。アトムはその人物を人間ともロボットとも識別できなかった。その人物こそペルシアのロボット兵団を開発し、自身も戦争で身体の多くを失ったアブラー博士だった。
一方、ドイツではアドルフ・ハースという貿易商が犯罪加害者である兄の遺体引き取りに行き、知人の医師に検死を頼む。ハースは兄を殺害したのがゼロニウム弾という特殊合金弾頭だと知る。だが、兄が殺害された2年前のユーロ圏内での使用歴はゼロ。帰宅したハースは子供の勉強する教科書に書かれた事実により、ユーロ圏でゼロニウム弾の発射機能を有するのはゲジヒトのみで、彼こそが兄の仇だと突き止める。そして、なんらかの隠蔽があったと考える。ハースは反ロボット教団の一員という裏の貌も持っていた。ロボットをも一撃で破壊する小型クラスター砲を入手したハースはゲジヒト殺害を狙う。
一方、ヘラクレスはブランドの敵討ちのため戦闘スーツを持ち出す。そこに現れたのは光子エネルギーを持つエプシロンだった。エプシロンはヘラクレスの敵討ちを阻止しようとする。ゲジヒトの前にも現れたエプシロンは残された4人の中で唯一逮捕権を持つゲジヒトに犯人逮捕という希望を託す。これ以上犠牲者が出て世界のパワーバランスが狂えば再び大きな戦争が起きてしまう。戦後処理に駆り出されたエプシロンはペルシアで出会った多くの戦災孤児を手元で養っていた。その中の一人に「ボラー」という言葉しか発することができないワシリーという子がいた。
アトムの死
ウランは何者かの発する微弱な恐怖を感じて学校をエスケープする。そして再開発地区で衰弱しきったロボットの男と出会う。彼は自分でもよくわからぬままに衝動的に何かを描こうとしていた。ウランが男に協力すると彼は見事な花畑を描いてみせた。更に彼は見事な本物の花畑をウランに見せる。それが彼の持つ本当の力だった。一方、アブラー博士は手下のロボットを入国させて何者かの足取りを探っていた。彼が探しているのは「プルートゥ」。男はとてつもなく巨大な何かに酷く怯えていた。ウランが男を慰めると男はただ一言「ボラー」と発する。
謎の男性ロボットの自分探しに付き合うウランは彼の持つもう一つの力である気象天候を自在に操る力を目にする。竜巻を出現させ、大雨を降らせ、植物を加速的に成長させる。ウランの行動に疑惑を抱いていたアトムはお茶の水や警察官と共に駆けつける。アトムの名を聞いたロボットは態度を一変させ「憎い」と言って近付く。男性ロボットの頭から角のようなものが出現するが、突然男性ロボットは倒れてしまう。倒れた男性ロボットに人工頭脳はなかった。そして、工事作業中のロボットがなくしたと探していた一般生活用ボディだとわかる。その頃、アブラーはブランドとの戦いの後、迷走して日本に来ていたプルートゥの復活に立ち会っていた。
お茶の水は久々の休日を自宅で楽しんでいた。だが、VIPである彼には休日の散歩中も警官ロボットのユージロウが張り付いていた。お茶の水は公園で弱り切ったペットロボットを見つけ自宅で修理を試みる。科学省長官である彼のもとにはペルシアへの追加派遣部隊をトラキアに要請された防衛省から休日にも拘わらず、催促が来ていた。ロボットを兵器として送り込むつもりはないとお茶の水は怒鳴る。そんな中、孫の隆史が竜巻を目にしたと連絡してきた。ペットロボットの修理を再開したお茶の水だが、形式が古すぎて部品が見つからず、修理の甲斐無くペットロボットは衰弱して息を引き取る。するとペットロボットの飼い主を名乗る男性が現れる。お茶の水と対面した男はゴジを名乗り、アトムを日本で唯一竜巻が発生している場所に向かわせなければ後悔すると脅す。お茶の水はゴジとの対話を辛抱強く続ける。ゴジは訪問の際にユージロウを破壊しており、自動的に警察に通報されていた。警官隊の到着より早く博士の危機を察知したアトムが駆けつける。ウランも隆史の愛犬ボビーの信号を受け取り現場に向かっていた。ゴジは逃走を図り、ゴキブリ型のロボットが人工頭脳のみを持ち去る。お茶の水は一連の事件の真犯人がペルシアを軍事強国化したゴジ博士だとして捜査の指揮をとるゲジヒトに連絡しようとする。
憎悪に支配されたプルートゥが隆史の家を襲撃し、先着したウランはロボット犬ボビーと共に隆史とその母親の生存を確認する。そして、プルートゥと対峙し、アトムに「来ちゃダメ」と警告する。だが隆史やウランを心配するアトムが引き下がる筈がなかった。アトムはプルートゥとの戦いに挑むが敗北。損傷一つ負わないまま、ウランの目の前で死亡する。
同じ頃、ゲジヒトは普段とは違う悪夢をみていた。不安に駆られたゲジヒトはそれを保存する。そんなゲジヒトをハースが狙っていた。ゲジヒトに迫りながら殺す勇気が持てないハース。彼の車には爆弾が仕掛けられていた。すんでの所で命を拾ったハースは呆然となる。悪夢と刺客の存在をホフマンに伝えたゲジヒトはヘレナとの日本旅行のため空港に向かい、ヘレナに促されたゲジヒトはニュースでアトムの死を知る。悪夢の正体はアトムの最後のメッセージだった。「ゲジヒトさん、プルートゥはあなたと同じ、僕を殺したのはあなた？」というメッセージを確認したゲジヒトは昏倒する。アトムが死に、残るロボットはゲジヒト、ヘラクレス、エプシロンの三人となっていた。トラキアの地下にDrルーズベルトの「もうすぐ終わる」という言葉が響く。
ゲジヒトとハース
様々な思念がごっちゃになっていた。アトムをトビオと呼び、歩く姿に涙を浮かべる見知らぬ男。男の顔がヘレナに変わりアトムが壊れかけの子供ロボットに変わる。「ここに寝ていたのは子供だ。お前等は俺の子供の上に爆弾を落とした」と悲痛に叫ぶ中東系の男。激しい憤り。憎悪。ゲジヒトはコンクリートに落書きされた花畑を憎悪のままに破壊する。悪夢から覚醒したゲジヒトは署からの緊急通報で、心配するホフマンとヘレナを残して飛び出していく。
一方、ハースは警察で尋問に遭っていた。ユーロポールの上層部はハースの素性を知っていた。解放されたハースは自分のオフィスで留守番メッセージを聞き、団長が自分を殺そうとしていたことを知る。怯えるハースの前に現れたのはゲジヒトだった。ゲジヒトはハースの護衛を命令されたと語る。ハースにしてみれば正に針の筵だった。仇がすぐ近くに居ながら手出しができず、息子もゲジヒトに夢中。しかも自分も命を狙われている身で最も頼りになるのがゲジヒトだった。ハースはとっとと調べて出て行ってくれとゲジヒトにデータを扱わせる。TVをつけるとニュースがエプシロンの産みの親ロナルド･ニュートン・ハワード博士の死を伝えていた。冷笑したハースはとっておきだと言ってペルシアの収監施設で起きたトラブルの際に偶然録画した映像を見せる。それはボラー調査団のメンバーの名を呪詛のように呟き続ける男だった。ゲジヒトは事の重大さをまるで分かっていないハースを問い詰める。映像を極限までクリアにして浮かび上がったのは収監で変わり果てたダリウス14世だった。ダリウスが呪詛するボラー調査団の中にホフマンの名が含まれていることを知ったゲジヒトは動揺するが、ハースは誰かに命を狙われていた。誘導光熱弾が撃ち込まれ、ゲジヒトの判断で事なきを得る。怯えたハースは反ロボット教団に所属していることを明かし、証言者保護法の適用を申請する。ゲジヒトからセーフハウスに案内される途中、トイレに立ち寄ったハースは清掃用ロボットから「家族を犠牲にしたくなければゲジヒトを殺せ」という教団の命令を受け取る。激昂したハースは清掃ロボットを破壊しようとするが物凄い形相のゲジヒトに睨まれる。ハースは「お前はその顔で兄貴を殺したのか」と言い放つ。
その頃、ホフマンは窓から飛び込んだ何者かに連れ去られ、自分のオフィスが炎を上げるのを確認して青ざめる。彼の窮地を救ったのはエプシロンだった。エプシロンは産みの親であるニュートン博士が殺されたことに怒り、制御を失いかけていた。ホフマン保護のためエプシロンはギリシアに向かう。ヘラクレスは皮肉を言うがエプシロンにはどうしても確かめなければならない事実があった。キンバリーで行われた三博士による秘密会議。そこに集まったのはゼロニウムの開発者であるホフマン、光子エネルギーのニュートン、そして人工頭脳の世界的権威天馬博士だった。三人は戦争根絶のためのロボットを作るため、互いの研究を開示しあう目的で集まった。ホフマンとニュートンはカードを開くが天馬は「完璧な人工頭脳は悩み、苦しみ、間違いを犯す」と言って自らのカードは伏せたまま、警告として「これ以上ロボットを人間に近づけると恐ろしいことが起きる…もう手遅れかも知れないが」と言い残して退席する。そして、表舞台から姿を消した。後任のお茶の水に科学省長官の座を譲る際に天馬は「人工頭脳は作るものでなく育つものだ」と言い、深い哀しみ、挫折が人工頭脳を成長させると説き、アトムを「失敗作」と断じて出て行った。お茶の水はアトムの名誉のため、アトムこそ人類科学が到達した最高点だと天馬に食い下がった。だが、お茶の水にあなたはなにも分かっていないと説いた天馬は間違う頭脳こそが完璧なのだと説き、人を殺すほどの憎悪を持った人工頭脳が完成したとき、地上最大のロボットが誕生すると語る。天馬だけが事件の発生とその先に待つ未来を正確に予測していた。ヘラクレスに天馬は自分の望むロボットを作り上げたのかと問われたホフマンは「作り上げたと思うよ」と力無く答える。
消せない憎悪
ゲジヒトはハースをセーフハウスに届けた後、ブラウのもとを訪れる。記憶チップを交換したアトムとブラウはゲジヒトが犯した「殺人」を知っていた。何故殺したか？それは抑えきれない憎悪だった。命乞いをする相手にゼロニウム弾を撃ち込んだ。逆にすべてが腑に落ちたゲジヒトは任務のためハースのもとに戻る。一方ハースは事ここに到った経緯を妻に打ち明ける。呆れた妻はハースの兄がどうしようもない変質者で身の毛のよだつ事件を数多く起こしたと非難する。だが、ハースはだからといってロボットに殺される道理はないと言い放つ。教団の命令には続きがあり、セーフハウスの近くに武器が隠してあるというものだった。ハースは監視の目を避けて武器を回収しようとするが見つからない。そして人間の刑事から反ロボット教団に尾行されており、場所を変えなければならないと告げられる。
一方、エプシロンとヘラクレスのもとにプルートゥが接近していた。エプシロンはヘラクレスの戦いを援護できないと告げる。ヘラクレスは徴兵拒否したお前が正しかったとエプシロンに告げ、ある戦友について語る。彼はロボットだというのに戦闘の後、手を洗い続けた。「ボミング」だと指摘したエプシロンにヘラクレスはそうではないと語る。ヘラクレスは「何か」を知っていた。これから来るのは「亡霊」だと告げてプルートゥとの戦いに挑む。プルートゥとヘラクレスの壮絶な戦いは続き、プルートゥも損傷する。ヘラクレスは戦闘スーツから一般生活用ボディに切り替え、プルートゥを追い詰めるが逆に角に絡み取られて敗死した。エプシロンは無意識のうちに戦いから逃げている自分に気付いて動揺する。エプシロンはゲジヒトに連絡を請うが彼は回線を遮断していた。
ゲジヒトは移動しながら思いだした過去と対峙していた。捜査員として職務にあたる彼はロボットの子供を破壊された親ロボットたちの悲痛な嘆きを聞いていた。連続幼児ロボット誘拐破壊事件。誘拐された後、電子頭脳を抜き取られ、身体をバラバラにされる凄惨な手口。捜査にゲジヒトが投入されたことは次の犯行を防ぐために周知される。不思議なことに事件があった場所で監視システムの損傷率は逆に低いほどだった。職務中のゲジヒトにヘレナから悲痛な連絡が入り、血相を変えたゲジヒトは犯人は監視システムの修理を行った業者だと断定。容疑者を追い詰めたゲジヒトは怒りに任せてゼロニウム弾を発射した。「逃げちゃだめなんだ」と言い聞かせたゲジヒトは任務に復帰する。同僚の刑事に現場放棄を詰られながら、ゲジヒトはハース一家の移動を請け合う。だが、すぐに護衛の刑事たちの車両が破壊される。刺客の使う武器を聞かれたハースは自分の入手したのと同型の小型クラスター砲だと答え、兄の敵討ちのためゲジヒトを殺害しようとしていたことを打ち明け、自分はどうなってもいいから妻と子供だけはと頼み込む。カーチェイスの末にゲジヒトたちは乗っていた車両を破壊され、投げ出されたゲジヒトはハースの妻子を守る。ロボット教団の刺客はハースを最初から生かすつもりはなかった。ハースの前にゲジヒトが盾となって立ち塞がる。小型クラスター砲の直撃をゼロニウム弾で相殺したゲジヒトはガス銃を突きつけて正規の手続きに則り刺客を逮捕した。だが、ゲジヒトの損傷は大きかった。運ばれるゲジヒトにハースは盾となったことに感謝の涙を浮かべる。そんなハースにゲジヒトは人間の憎しみは消えるのですか？と問う。消去しても消去し切れない憎しみ。ゲジヒトがなにより恐れていたのは憎しみを抱いてしまった自分自身だった。
ゲジヒトの死
ウランは兄アトムの死に落ち込んでいた。伴校長はそんなウランを静かに見守る。だが、ウランは自分以上に落ち込んでいる人物の存在に気付く。追った先で目撃したのは天馬飛雄の墓標だった。まるで同じ人が二度死んだかのような哀しみだとウランは評する。交通事故で亡くなったトビオを愛するが故に姿形はそっくりでも性格が悉く自分好みでトビオとは正反対だったアトムを素直に愛せなかった天馬だったが、お茶の水の期待に応えて科学省に現れる。天才的な技でアトムの修理と人工頭脳の解析を行った天馬はお茶の水の措置が完璧で目覚めない理由を疑う。かつて天馬はさる国の要請で「完璧なロボット」を作ったことがあった。人工頭脳に60億人の性格をエミュレートしたそのロボットは遂に目覚めなかった。アトムが目覚めない理由がそれと同じならば著しく偏った感情を注入して統合を図ることで目覚める。だが目覚めたそれはアトムなどではなく、別の怪物になっているかも知れないとお茶の水に説明する。お茶の水はゴジ博士について天馬に訪ねるがそんな人物など知らないと言い切られる。
ゲジヒトはダリウス14世が収監中のカラ・テバ刑務所に向かう。既に公判は始まっていたものの不遜な態度により裁判が進まず、ダリウス14世は人権団体からクレヨンを受け取っていた。トラキアが管理する刑務所での間接接見は埒があかず、ゲジヒトはダリウス14世本人の独居房に出向いて接見する。事件への関与をダリウスは婉曲に否定。そして獄中にクレヨンで描かれた花畑こそがプルートゥの本質だと指摘し、舌を噛む。通信途絶で直接出向いたエプシロンからヘラクレスの遺品とキャッチした花畑に立つ青年の映像を受け取る。ペルシアのサマルカンドに出向いたゲジヒトは戦争で壊れた花売りの少年ロボットモハメド・アリと出会い、花をしつこく薦められる。アブラー博士と対面して話を聞いたゲジヒトはアブラーがロボットではないと結論づける。ロボットは嘘をつけないが、アブラーは青年を知らないと嘘をついていた。アリから映像の青年がサハドだと聞き出したゲジヒトはサハドの留学先であるオランダに向かう。植物の研究に没頭するサハドは純朴で心優しい青年ロボットだと皆に慕われていた。サハドが品種改良で作り出しその力を恐れた新種のチューリップ、それが「プルートゥ」。他の花をすべて枯らしても孤高に咲くプルートゥの力を恐れたサハドは鉢植えに隔離した。その後、父親の死でサハドは故郷に帰国した。入居申請時の写真からサハドの産みの親はアブラー博士だと判明する。
一方、ニュートン博士の葬儀の席でエプシロンはアブラー博士と出会う。言葉巧みにエプシロンに接近するアブラーだったが、ワシリーの様子がおかしくなり「ボラー」という言葉を連発する。ブラウを訪ねたゲジヒトは優れた人工頭脳は他人のみならず自分にも嘘をつき欺くと助言される。ゲジヒトはオランダのザアンダムでアブラー博士を名乗る何者かが犯人だと断定する。
そのころホフマンはデュッセルドルフの欧州科学フォーラムでゼロニウムの平和利用についての演説を終えて会場を後にする。トイレに立ち寄ったホフマンの前にアブラー博士が現れる。そしてゲジヒトの人殺しの可能性に言及し、憎しみを除去できるロボットを羨ましいと表現する。その後、ホフマンは何かに乗っ取られた警備ロボットに拉致される。ゲジヒトはザアンダムの地下でアブラーの部下たちに襲撃される。彼らは何かを守っていた。地下を進んだゲジヒトはプルートゥと遭遇。ゼロニウム弾でプルートゥを弱らせたゲジヒトはサハドがプルートゥになった経緯を知る。アブラーから人質交換を提案されたゲジヒトはプルートゥを解放し、ホフマンの危機は救われた。ゲジヒトはユーロポールの上司に辞職を申請、許されなければ長期休暇を申請したいと言い残して現場を後にする。更にゲジヒトはデュッセルドルフにいるヘレナに連絡し子供を申請しようと持ちかける。解放されたホフマンに連絡したゲジヒトは犯人がアブラーだと判明したがお茶の水の指摘した真犯人はゴジという言葉がひっかかっていると告げ、ホフマンにもう悪夢を見ることはないと告げる。アムステルダムに戻ったゲジヒトは辞職や休暇申請を撥ね付けた上司に何故人殺しとして裁かず記憶を消したと迫った後、突如現れたアリに撃ち抜かれて死亡した。
エプシロンの戦い
ゲジヒトの死から二ヶ月後、ホフマンと共に来日したヘレナは哀しみを抑えて気丈に振る舞っていた。お茶の水とホフマンはゲジヒトの死が一連の事件とは無関係だと処理されたことや、ゲジヒトに超法規的な記憶改竄が行われていたことを話す。一方、ヘレナは宿で待っていた天馬にゲジヒトの記憶チップを渡して、天馬の胸で号泣し、天馬もアトムの死に泣く。ゲジヒトの残した魂に天馬はアトム覚醒への一縷の望みを託す。かつてペルシアで天馬は全く同じことをした。目覚めない完璧なロボットに生前のアブラーの最期の感情を注ぎ込んだのだ。そして完璧なロボットは覚醒した。アトムを生き返らせるためなら悪魔にもなると宣言した天馬はゲジヒトの記憶チップをアトムに挿入する。
遂に最後の一体となったエプシロンはゲジヒトの死の瞬間の憎悪について考えていた。雨天が続き太陽光をエネルギーとするエプシロンにとっては芳しい状況ではない。彼のもとに護衛ロボットのホーガンが派遣される。子供たちのサプライズパーティに参加したエプシロンとホーガンはワシリーの歌う奇妙な歌を聴く。気になったエプシロンはトラキアにいる旧友で気象観測ロボットのアーノルドに3年前にペルシアで発生した異常現象について確認する。その後、エプシロンは何かを感じたワシリーから初めて名前を呼ばれ「死なないで」と告げられる。エプシロンはワシリーを保護した日のことを思い出していた。国連軍のスコットに命令されたエプシロンはボラー調査団が発見したロボットたちの残骸を処分するよう命じられる。そのとき現場近くに生存反応を確認したエプシロンは慌てて子供を保護する。それがワシリーだった。ホーガンに案内されたセーフハウスで出世したスコットと再会したエプシロンは子供たちの危機を感じ取り、更に自分たちにも危機が迫っていると察知しホーガンと共に脱出する。スコットも元ボラー調査団の一員だった。ホーガンに子供たちを任せ、エプシロンは竜巻の中のプルートゥと対決し勝利。ホーガンに“撃破した”と語る。
その少し後、ワシリーに養子の話が突如舞い込む。不自然に感じたエプシロンはワシリーの行き先がノルウェーのオスロだと聞いてホーガンと共にオスロに向かう。エプシロンが撃破したといったのは「嘘」だった。そして、ワシリーはビーゲラン城にエプシロンを誘い出すための罠だった。ホーガンにワシリー救出を任せたエプシロンはプルートゥと再戦する。エプシロンはプルートゥの哀しみを感じ取って見逃した。夜明けで光子エネルギーを得たエプシロンはプルートゥことサハドの説得を試みる。だが、サハドはもっと巨大な何かを恐れていた。ホーガンとワシリーを救うため両手を切断してその力でバリアーを張ったエプシロンは制御不能のサハドに食い殺される。「誰か僕のかわりに地球を…」それがエプシロンの最後の言葉だった。
アトム覚醒
エプシロンとプルートゥが戦う同じ頃、東京では天馬飛雄の墓参りをしているウランと天馬が対面していた。ウランの持つ感性に天馬はさすがお茶の水の傑作と感心する。ウランは二つの巨大な哀しみがぶつかりあっていると表現。ウランはアトムに会わせて欲しいと天馬に懇願し、天馬は目覚めないアトムのもとにウランを案内する。その頃、エプシロンが敗北しその残骸が地表に降り注いでいた。アトムは突如覚醒する。「わかっているよエプシロン…、わかっているよゲジヒト…」。心配するウランをよそに覚醒したアトムの様子は明らかにおかしかった。
お茶の水はアトムの覚醒を極秘とし、地下施設に隔離する。天馬は姿を消していた。アトムはペンを求め、隔離室に数式を書き始める。アトムの書き始めた数式は「反陽子爆弾」の数式だった。お茶の水の見守る中、アトムは数式を完成させる。天馬の向かった先はブラウの許だった。目覚めた瞬間にアトムが発した信号を天馬はアトムが「地球を滅ぼす数式」だと考え、残る優秀な人工頭脳を持つブラウを訪ねた。数式を完成させたアトムは脱走。そして密かに監視していたDrルーズヴェルトに「僕を怒らせない方がいいよ」と警告する。心配したお茶の水はアトムの後を追う。アトムは「もう大丈夫です」とお茶の水を安心させる。
ゲジヒトの墓参りをしていたホフマンの前に天馬が現れる。天馬の言葉でアトムの復活を確信したホフマンだが、天馬は「我々科学者はどこまで踏み込むことが許されるのだろう…」という言葉を残して立ち去る。そして、アブラーの手下に拉致される。アブラーと対面した天馬は巨大ロボットボラーを見せられる。そして、アブラーはボラーをサイボーグにするため自身の脳を移植して欲しいと天馬に依頼するが、お前は私が作ったロボットでゴジとはお前のことだと指摘される。アブラーの姿で暗躍していたのはゴジだった。天馬はお前を救えるのは私だけだと言うが、ゴジの人工頭脳はゴキブリ型ロボットに抜き取られる。
ブラウの前にアトムが現れる。ブラウはアトムとの再会に喜びその手に触れ「あたたかさ」を感じる。ブラウはアトムの頼みを了承し再会を誓う。更にヘレナの前に現れたアトムはゲジヒトの真意について伝えるが記憶改竄の事実については「嘘」をつく。アトムの嘘にヘレナは救われる。
その頃、トラキアのアーノルドは異常な地下活動を観測して上司に報告していた。エデン国立公園の地下にあるマグマ溜まりが異常に活性化していた。何かの衝撃でそれが地上に噴出すれば大惨事となると警告する。
アトムは田鷲やお茶の水に一連の事件の真相を伝える。元ボラー調査団を殺害した事件の真犯人は亡くなったアブラー博士を騙るゴジというロボット。天馬博士に作られた「彼」は完成しても目覚めなかったがアブラーが死に際し記録した最後の感情である「憎悪」で意識を統合して目覚めた。そして、ゴジは自分がロボットだと思っておらず、アブラーだと信じていた。元々、ダリウス14世がアブラー博士に製作を依頼したのは惑星改造用ロボットのボラーであり、ボラーの当初の目的は砂漠地帯の緑化だった。この悲願はサハドも理解しており、彼はそのためにオランダに留学して植物学を研究していた。だが、ボラーの開発に頓挫したアブラー博士は大量の失敗作を地下に隠し、助手となるロボットを求めて天馬博士に最高のロボットを発注した。ボラー調査団が発見したのは正にボラーのテストタイプたちの残骸だった。ペルシアのロボット兵団を恐れたトラキアが一方的に開戦し、国土が焦土化するとダリウス14世はゴジが完成させたボラーにトラキアへの復讐を託す。そして、父アブラーの死で帰国したサハドをゴジがプルートゥに変え、7体の優秀なロボットに対する復讐心を植え付けた。結果として元ボラー調査団はお茶の水とホフマンを残して全員が死亡し、7体のロボットたちも全滅した。そしてボラーはトラキア壊滅のための反陽子爆弾となっていた。
ダリウス14世は法廷で地震に見舞われ「もうすぐすべてがはじまりすべてが終わる。やったのは私ではなくアブラーだ」と嘯く。
地上最大のロボット
アトムはゲジヒトたちの墓参を済ませるとプルートゥが待ち構えるエデンに向かった。アトムとプルートゥの決戦が始まる。
同じ頃、アーノルドが事態の全貌を伝えていた。エデン国立公園の地下に反陽子爆弾がありそれが爆発して大噴火を誘発すれば一ヶ月でほとんど全ての生物は死に絶える。既にその兆候は表面化していた。動揺したアレクサンダーはDrルーズヴェルトに確認する。彼は反陽子爆弾の正体こそが“地上最大のロボット”「ボラー」であり、生物は死滅するがロボットだけは生き残ると指摘。そして、生き残った人間はすべてアレクサンダーにあげるよと告げる。人類の間接支配を目論むDrルーズヴェルトの狙いは自分の脅威となる7体のロボットをプルートゥに始末させ、天馬が産み出した“地上最高のロボット”ゴジの立てた計画の全貌を知った上で悲劇の連鎖が起きるべく愛国家のアレクサンダーを操縦した。
アトムは他の6体のロボットたちの無念を憎悪としてプルートゥにぶつける。ウランはそのことに気付いてアトムを止めようとする。憎悪が過ぎれば怪物と化す。アトムにそんな過ちを犯させまいとウランは煩悶するが、伴はアトムを信じるんだとウランに告げる。同様にお茶の水がアトムの真意に気付きエデンを目指していた。
プルートゥに止めを刺そうとしたアトムの脳裏にゲジヒトの最後の記憶が蘇る。「憎しみはなにも産み出さない」。アトムは止めを思いとどまり、感情を共有し自我を取り戻したサハドとともに訳も分からず泣く。
2年前、ゲジヒトは人間の子供の誘拐事件を担当し、両親が救出された子供を抱いて泣くのを目撃した。「地球が終わってもお前を放さない」。その同じ現場で死に瀕した子供型ロボットを見つける。廃品業者から500ゼウスで買い取った子供にロビタと名付け、ヘレナと共に大切に育てていた。ロビタは歩けるようになり、ゲジヒトをパパ、ヘレナをママと呼ぶようになる。ゲジヒトはヘレナと共に「地球が終わってもお前を放さない」と言ってロビタを抱きしめる。だが、連続幼児ロボット誘拐破壊事件の担当となったゲジヒトのことをユーロポール上層部はマスコミにリークした。そのことでロビタが誘拐犯であるハースの兄に掠われる。ゲジヒトがハースの兄を捕捉したとき、ロビタは時既に遅く亡骸となっていた。愛する息子を殺された親としての怒りがゼロニウム弾を発射させ、結果的にゲジヒトを「人殺し」にした。ユーロポールの上層部は自分たちの判断の誤りを認めることなく、事件の隠蔽を図り、ゲジヒトとヘレナの記憶を改竄することでスキャンダルの発覚を防いだが、ロビタという息子の喪失感は二人の心の中にしこりとなって残り続けた。プルートゥを退けたゲジヒトの実力を知ったゴジはハースを救った際に負った損傷と、子供型ロボットに対する愛情というゲジヒトの弱点につけ込んで彼を殺害した。
アトムとサハドはボラーを止めるべく火口内に侵入。だがサハドはアトムに「ウランによろしく伝えて欲しい」と言い残すと腕ごとアトムを地上に放り出す。そして噴出するマグマを氷柱に変えた。世界はサハドにより救われた。アトムは奇跡の目撃者として平和な世界を望んでいた7人のロボットたちのことを思って感慨に浸る。
エピローグ
ブラウ1589が突如脱走する。行き先はトラキア合衆国の地下施設だった。ブラウはアレクサンダーにアトムに感じたのと同じ「あたたかさ」を感じて解放するが、Drルーズヴェルトに槍を放った。

## 登場人物
声の項はWebアニメ版の声優。

### 7体の世界最高水準のロボット
科学技術の粋を集めて作られた最高峰のロボットたち。いずれ劣らぬ優秀な性能を誇るが、彼らさえその気になって力を結集させれば“大量破壊兵器”に変わりうる存在とも目されている。
ゲジヒト
声 - 藤真秀
本作の主人公。世界最高水準のロボットの一人で、第39次中央アジア紛争に平和維持軍として参加、治安警察部隊として市街地に潜伏しているテロリストの殲滅にあたった。現在はユーロ連邦・ドイツのデュッセルドルフで数々の難事件を解決するユーロポール特別捜査官ロボットとして活躍。現在の階級は警部。正体不明の殺人犯を追いかける。
2年前に記憶を改竄されており、それが原因となって度々悪夢にうなされたり、フラッシュバックを起こす。殺人犯を追う過程でダリウス14世やアブラー博士に接触し犯人の正体に辿り着くが、捕らえられたホフマン博士の身柄を保障するために見逃す。その後、ペルシャで遭遇したはずの花売りのロボット、モハメド・アリとオランダで再び遭遇。突如、このロボットの放った凶弾の前に倒れた。
形態は人間型。相貌は30代後半と思われるヨーロッパ系の男性で、頭髪はやや薄毛。左手は睡眠ガスを噴射できる銃器、右手はSAAW特殊火器“ゼロニウム弾”の射撃が可能。ボディは特殊合金“ゼロニウム”でできていて、電磁波、熱線を無効化する。その他にも、毒物が混入されていないか成分をスキャンする機能や、乱れた画質を安定させる「画像安定装置」、相手の発言の中に嘘があるかを判別する認識システムなどが搭載され、ルーズベルト曰く『今迄で一番強力な大量破壊兵器』。頭部の骨格が手塚版の顔を思わせるデザインになっている。
捜査の過程で判明した「人殺し」という過去、その事実と共に消されてしまった息子ロビタへの深い愛情、そのことが影響したゲジヒトとヘレナに共通した喪失感。消せない憎しみを抱いてしまった自分自身を恐れ、ハースの兄を憎悪をもって殺害したことを確認した後、同じ立場にあるブラウに意見を求め、過去と逃げずに対峙し、自らの使命を全うすることを望むようになる。更にアトムの遺言であったゲジヒトとプルートゥが同じという指摘から、プルートゥが憎悪に支配されているが元は誰からも慕われる心優しい青年ロボットのサハドだと見抜き、プルートゥとの戦いにおいてゼロニウム弾で無力化したものの破壊命令を拒否してホフマンとの人質交換で見逃した。ロボット刑事として人間やロボットを裁ける立場にないと痛感して辞職もしくは長期休暇を申請するが容れられず、「何故人殺しとして裁かなかった」と上層部を非難。ヘレナと共に再び良き父親であろうとした後、息子ロビタと重ね合わせたアリに撃たれる。自身が撃たれてもなお倒れたアリを心配し、「憎悪はなにも産み出さない」という自身の結論をアトムに託した。
ゲジヒト(Gesicht)とは、ドイツ語で「表情」の意味。
「地上最大のロボット」版
プルートゥを逮捕しようとするロボット刑事。ロボット連続破壊事件の裏で糸を引く黒幕の存在を見抜いており、アトムに事件における裁判での証言を依頼した。電磁波、熱線を無効化する特殊合金（ゼロニウム）でできており（アトムのママが黄金製と勘違いした）胸部に16門のビーム砲を内蔵。素早い動きと、プルートゥの必殺の電磁波攻撃を受け付けず善戦するが隙をつかれて破壊されてしまい、原作での出番はわずか数ページに終わる。『アストロボーイ・鉄腕アトム』ではタワシ警部の部下の警察特殊部隊ARRS隊隊長「デルタ」としてリメイクされ、準レギュラーとなっている。「地上最大のロボット」の回では原作でのゲジヒトと同様ヘラクレスの前に襲われた（『アストロボーイ』版プルートゥの標的はアトムを除いて4人）。
アトム
声 - 日笠陽子
原作版の主人公。本作でもゲジヒトの死後は彼の魂を受け継ぐもう一人の主人公。世界最高水準のロボットの一人で、第39次中央アジア紛争に平和維持軍として参加。本人にとっては不本意ながらアイドルのように受け入れられ、“平和の使者”として戦地で歓迎を受けた。現在は日本のトーキョーシティーのある家族と一緒に住み、小学校に通っている。
元は天馬博士により交通事故で死亡した息子「トビオ」こと天馬飛雄を模して製造されたが、模範的過ぎたその性格感性が、天馬の意にそぐわなかったため、亡くなった息子の代用品としては務まらず、結果サーカスに売られ玩ばれたという過去を持つ。世界最高水準のロボットの中でも、トップクラスの人工知能（テンマ型人工頭脳）を持つ。そのため人間の行動を模倣していくうちに、しばしば人間の感情を理解するようになる。優秀な人工頭脳は「作られるものでなく育つものだ」という天馬の持論で言うと産みの親たる天馬の真意を理解しきれなかったアトムは「失敗作」である。だが、天馬に負わされた苛酷な運命と様々な体験がアトムの人工頭脳を成長させた。
ウランを追ってプルートゥと戦い、死亡が確認されたが、他の3体と違い体が破壊されなかったため、天馬博士からゲジヒトの記憶チップを挿入された事と遠く北欧の地で起きたエプシロンの絶命に触発され、昏睡状態から復活する。
覚醒後、事件の背後に隠されたすべての真相を読み解いたことで、プルートゥことサハドの真相に迫りながら無念の死を遂げたゲジヒトやエプシロンに触発され、「怒り」に満ちた態度で反陽子爆弾の構築式を完成させ、脱走を図るなどお茶の水を心配させるが、怒りの感情を自分で制御した。その後はゲジヒトの記憶チップにあった捜査に関する情報を照合し、一連のロボット殺害事件の全容を把握。日本の警視庁でそれらを述べ、散っていったロボット6体の眠る地を巡り終えた後、自ら、決戦の地へと飛び立つ。途中、ヘレナとブラウに遭い、ヘレナには愛息ロビタの辿った悲劇と消された記憶、事実に気付いてしまったゲジヒトについて伏せるため嘘をつく。ブラウからは「心」の獲得を感動をもって賞賛されるが、「必ず再会しよう」というブラウに死を賭した戦いに臨む覚悟を伏せて「はい」と即答している。そのことがブラウのいびつに歪んだ人工頭脳に変化をもたらした。
優秀な人工頭脳は自分にも他人にも嘘をつくという天馬の指摘通り、嘘も方便として穏便に済ませることを覚える。本作ではアトムの物理的強化がプルートゥの打破に繋がったのではなく、アトムの人工頭脳が天馬博士の予測を上回る進化を遂げたことがプルートゥの打倒に繋がった。「怒り」や「憎悪」という感情が芽生えてもそれを自制し、お茶の水が抱くアトムへの愛情をも完全に理解し、お茶の水が「手遅れだと分かっていてもなんとかしようとするのが人間だ」と指摘した通り、理論上ボラーを阻止できないとわかった上でなんとかしようと試みるなど人工頭脳が人間に近いものに進化している。最終盤では自己犠牲の精神すら獲得したアトムの思いが、共感したサハドを衝き動かした。
エデン国立公園でプルートゥと激突、ゲジヒトたちの無念と憎悪をもってプルートゥを追い詰めるが、止めを刺す直前、ゲジヒトの最期の記憶「憎悪からは何も生まれない」という言葉を思い出し、プルートゥを赦免する。そして地球の滅亡を停めるため地下に潜入し、プルートゥと協力して反陽子爆弾を持つボラーと対決する。最終的にはプルートゥの計らいで彼だけが脱出させられた。
お茶の水博士とともにサハドが地球を救う現場を目撃、一部始終を見届けたアトムは、世界から憎しみが消える日を願いながら、7人の冥福を祈った。
形態は人間型。相貌は日本系の男の子。頭も頭髪で、オリジナルのようなツノではない（ただし微妙なクセがついており、ツノすなわちトビオの髪型の由来となった手塚治虫のクセ毛に似る）。原作同様の飛行といった戦闘力を持ち合わせている（「七つの威力」が備わっているかは不明）。原作のブーツのようなものは履いていない。
「地上最大のロボット」版
プルートゥとたびたび接触するも対決には至らず。他のロボットたちが破壊される中彼我のスペック差を痛感し、お茶の水博士に強化改造を願い出るが反対されてしまい、その後アトムの前に現れた天馬博士によって100万馬力に強化改造され、強大なパワーに戸惑いながらもプルートゥと対峙する。なお、100万馬力に改造されるのは原作のみでアニメ版では強化改造はされず、最後まで10万馬力のままでいる。
モンブラン
声 - 安元洋貴
世界最高水準のロボットの一人で、第39次中央アジア紛争に平和維持軍として参加。最前線でブランドやヘラクレスと共にペルシア軍のロボットを駆逐した。だが、ロボットにあるまじき抽象的表現で自らの戦果を語るなど、戦争を忌避する態度を見せるようになる。
戦後、スイス林野庁に所属しルツェルン管区森林保護担当官の傍らアルプスの山岳ガイドや遭難者の救助も務める。中央アジア紛争の功績と詩や歌を愛す温厚な性格から誰からも愛されるロボットだったが、一連の事件による最初の被害者となる。彼の死の影響は人間とロボット双方にとって大きな痛手となった。特に戦友のブランドはモンブランの敵討ちがプルートゥとの戦いに挑む強烈な動機となった。7体のロボットの内唯一、見た目は原作のそれとあまり変わらない。
「地上最大のロボット」版
スイスの山案内ロボット。本人曰く13万5千馬力を誇る。真っ先にプルートゥの標的となり、不意をつかれ電磁波攻撃で大破。『アストロボーイ・鉄腕アトム』には未登場だが、プルートゥを倒して視聴率を稼ごうとするハムエッグがけしかけた3体の刺客ロボットの中に形状が似ているものがいた。しかし、この3体は10秒で全員文字通り「秒殺」されてしまう。
ノース2号
声 - 山寺宏一
ブリテン軍の総司令官アンドリュー・ダグラス将軍について、世界最高水準のロボットの一人として第39次中央アジア紛争に参加。その後ユーロ連邦・スコットランドで隠居生活をする音楽家ポール・ダンカンの執事となる。戦争で負ったトラウマに苦しめられており、休眠時にうなされる。戦争を忌避し、二度と戦場に立ちたくないという思いを抱いてる。主ダンカンの母への誤解を解く為に奔走した事で彼と心を通わせる。その後はダンカンと共に平穏な日々を送っていたが、ある日自身に迫り来る脅威を察知する。空中にて迎え撃ち、脅威の正体であるプルートと激闘を繰り広げるも敗北し、ダンカンの曲を口ずさみながら空中で四散した。
形態はマスクを被ったような顔面で、口元だけは人間風。7体中唯一の明確な軍事・戦闘用ロボットであり、全身に様々な兵器を装備している（オリジナルのように複数の腕を持っており、二本を除くそれぞれの先が武器となっている）。そのため、普段は手として使っている二本以外をケープに隠し、全身を覆っている。両脚は無く、足部のジェットエンジンによるホバーで移動する。飛行も可能。
「地上最大のロボット」版
スコットランドの古城に住むが、こちらは彼を作った博士の研究所。通常形態の腕6本（普段はボディに収納されている）と、先端がドリルやペンチになった6本の腕を持つ。博士に命令されてプルートゥを捕らえようとするが歯が立たなかった。『アストロボーイ・鉄腕アトム』には未登場だが、彼そっくりな刺客ロボットが登場する。
ブランド
声 - 木内秀信
世界最高水準のロボットの一人で、第39次中央アジア紛争に平和維持軍として参加。前線でヘラクレスやモンブランと共にペルシア軍のロボットを駆逐。その後はユーロ連邦・トルコのイスタンブールで格闘技ロボットとして民衆を魅了、パンクラチオンスーツでの試合で不敗神話を築きESKKKRトーナメントチャンピオンになる。
ロボットでありながら、試合に勝つには「運」が必要と語り、「ラッキーマン」を自称する。同じくロボットの妻と5人の子供を持ち、一家団欒で平穏な生活を送る。しかし、モンブランの仇を取ろうとプルートゥの挑戦に応じて敗れ、黒海沿岸で砕かれ死亡。最後の力を振り絞り、アトムたちにプルートゥの情報を送ろうとしたが、家族との思い出が、走馬燈の如く電子頭脳にリピートされ、悲しみの中力尽きる。彼の葬儀は大々的に行われ、メディアでも大きく報道された。
形態は一般生活用の人型ボディ、ESKKKRトーナメント専用のパンクラチオンスーツ、かつて使っていた軍事用のコンバットスーツと、複数のボディがある。人型ボディの相貌は30代から40代風のヨーロッパ系の男性。体格は少しぽっちゃり。戦闘時は、電子頭脳（頭部）と動力炉（心臓部）のみをパンチクラチオンスーツ（もしくはコンバットスーツ）へ移し、行動する。スーツ装備時が、比較的オリジナルに似た姿となっている。
「地上最大のロボット」版
トルコのロボット力士。球体となって突進する。友人モンブランのあだ討ちのためプルートゥに挑む。水中戦の末敗れるものの、アトムを除く世界最高水準のロボットの中で唯一、プルートゥに深手を負わせている。この戦いの余波は原作の悲劇的なラストに続く。また、モンブランと友人だったという設定は原作でも語られている。彼も『アストロボーイ・鉄腕アトム』には未登場だが、よく似た刺客ロボットが登場。
ヘラクレス
声 - 小山力也
世界最高水準のロボットの一人で、平和維持軍として第39次中央アジア紛争に参加。前線でモンブラン、ブランドと共にペルシア軍のロボットを駆逐。ブランドと同じくパンクラチオンスーツでの試合で負け知らずのユーロ連邦・ギリシアの世界王者。また、親友のブランドは同時に無二のライバルであり、過去4度の対戦では無効試合と実力が拮抗し合っている。レスリング界では闘神の名で親しまれ、パルテノン神殿の近くには、彼が勝利した際にとる闘神のポーズを模したモニュメントが設置されており、ギリシャの国民的英雄でもある。
自らを「機械」「殺人マシン」と言い切るストイックな性格で、一般生活用ボディの印象はストイックな格闘家。「人間の真似事」はしない主義。中央アジア紛争時も他の世界最高水準のロボットのように戦争に疑問や拒否感をあらわすこともなかったが、戦後は試合で相手に止めをさせなくなったことを自覚しており、「憎しみ」や「いたわり」を理解するようになっていた。
黒海上空で四散した親友ブランドの残骸を回収し、同時にプルートゥの痕跡を探るべく、私財を投げ打って、その探索作業に当たらせた。エプシロンに仇討ちを止められるが、既にプルートゥに捕捉されている状況を理解し、プルートゥこそ戦争の惨禍に散ったロボットたちの「亡霊」だとみなし、その手で清算すべく戦いに挑む。ブランドの仇を討つため軍事用スーツまで借り出してプルートゥと壮絶な死闘を繰り広げ、損傷を負わせるも隙を突かれ、頭を角で刺され死亡した。
形態はブランドと同様、複数のボディがある。ただし、ブランドと違い、移すのは電子頭脳のみ。人型ボディの相貌は30代から40代のヨーロッパ系の男性。体型は筋肉質のアスリートタイプ。ブランド同様スーツのデザインはオリジナルを思わせるが、原作とは違い素手で戦う。
「地上最大のロボット」版
強力な破壊力の槍と竜巻を発生させる盾を持ち、飛行可能な戦闘馬車を駆る戦士ロボット。デザインは古代ギリシア兵風。自身を「史上最強のロボット」と自負し、プライドからプルートゥとの一騎討ちにこだわってエプシロンとの共闘を拒み、激烈な死闘の末破れる。『アストロボーイ・鉄腕アトム』でもロボット格闘技のチャンピオンという設定だが、プルートゥの挑戦を受けて敗れている。
エプシロン
声 - 宮野真守
世界最高水準のロボットの一人。原作同様、太陽の光を利用した光子エネルギーを動力源および武器にしている。第39次中央アジア紛争への参加を「この戦いに正義は無い」と言う理由から拒否し、世論から非難を浴びてしまう。なにより産みの親であるニュートン博士がエプシロンに託したものが「戦争の根絶」だと理解しており、本能的に戦いを忌避している。光子エネルギーを武器として用いれば街一つ消滅させることも容易く、心構え一つで自らがすぐさま大量破壊兵器と化すということを誰よりも深く理解しており、誰かを守るためにしか使うつもりがない。
その後、徴兵拒否への見せしめとしてペルシア王国へ戦後処理の名目で派遣される。そこで戦後の悲惨な光景を目にし、この地で出逢った戦災孤児達を引き取り、オーストラリアで一緒に暮らしている。「徴兵を拒否したロボット風情が養父を気取っている」と世間から更に厳しい批判を受けたが、子供達や施設の職員からは慕われている。戦災地においては、人工知能を抜き取られた大量のロボットの残骸を、光子エネルギーの破壊力で「処理」した。この体験と、ペルシャから引き取った子供の1人ワシリーが口にする「ボラー」、歌詞にボラーの登場する不吉な歌などから、戦いの裏にある不穏な何かを察知している。モンブランの仇討ちでブランドが無念の死を遂げた後はそれ以上の悲劇を避けるため、同様に狙われているロボットたちに警告。ニュートン博士の死後はホフマンの危機を察して救助した。
当初は仲間である筈のヘラクレスからも「臆病者」だと誤解されて痛烈な皮肉を浴びせられていたが、後に徴兵を拒否したエプシロンの方が正しかったと認められ、エプシロンには命を狙われる理由も復讐される要因もないとみなされる。
エプシロンを隔離するセーフハウスがアブラーに襲撃され、スコット将軍が殺害された後、子供達に危機が迫っていると察知してオーストラリアに戻る。子供たちの救助をホーガンに託し、自身はプルートゥと対決。片腕を奪ったが敢えて見逃し、「撃破した」と嘘をついた。その後、再戦を欲するアブラーに掠われたワシリーを救い出すべく、ガードロボットのホーガンと共闘して、ビーゲラン城に突入。雪の降る悪天候の中、光子エネルギーを満足に発揮できない状況下で再戦を繰り広げ、夜明けにより優勢に立ち光子エネルギーでプルートゥを破壊しつつも、尚もプルートゥの中にあるサハドへの説得を試みるが、サハドが抱くボラーへの恐怖がそれを阻み。ボラーの標的がホーガンとワシリーに向いたことで自ら手を切り落として彼らを保護。プルートゥに首から上を噛み切られた後、ボラーによって破壊される。直前、バリアーを張ることのできる両方の手のみを体から切り離し、衝撃波からワシリーとホーガンを庇い、守り抜いた。そして残留思念で「僕のかわりに地球を守ってほしい」と言い残し消滅した。
形態は人間型。相貌は20代のヨーロッパ系の男性。長髪で中性的な印象の美男子で、黒のセーター（らしき服）と、同じく黒のスラックスおよびブーツを着用している。
「地上最大のロボット」版
特撮ヒーローのようなマントと全身タイツ風のデザイン。オーストラリアの孤児院で働いており、心優しい性格で大勢の子供達から慕われている。一度計略でプルートゥを海底の泥濘に沈めようとしたが、卑怯な手段を使ったという引け目と、敵であろうと見捨てられない優しさゆえに、結局助けてしまい、これが仇となって弱点を知られることになる。光子力で動くロボットで、光さえあれば無限に発揮できるパワーはプルートゥにとっても脅威であったが、エネルギー補充ができない悪天候の日に戦いを挑まれた上に、逃げ遅れた子供を庇い、破壊されるという悲劇的な最期を遂げてしまう。アニメ第1作および『アストロボーイ・鉄腕アトム』ではプルートゥに対してアトムと共闘している。なお、『アストロボーイ・鉄腕アトム』では原作版の中性的な雰囲気からか、女性型の環境保護ロボットになっている。こちらはプルートゥに自然環境の専門家ならではの「地の利」を生かした水中戦で挑むも、プルートゥが海底火山を盾にし、撃てば噴火と大自然破壊をもたらすのを恐れて敗れた。

### 警察関係者
田鷲警視
声 - 土師孝也
日本の警視庁に勤める警視。保守的な考えの持ち主。ロボットに対して高圧的な態度を取り、嫌悪に近い差別感情を露わにする。田崎純一郎氏殺害事件の現場検証などを行ったことから、一連の元ボラー調査団員殺しの捜査を開始していく。重要参考人として、来日したアブラー博士を取り調べる。最終的に、捜査協力の要請に応じ参加したアトム（ゲジヒトのメモリーを含め）の証言により事件の全貌を把握することとなる。
中村課長
声 - 青山穣
田鷲警視と共に、一連の事件を追う日本の警察。お茶の水博士やアトム、ウランとも面識がある。大らかな好人物ではあるが、緊急時の対応には些か融通に欠け、お役所仕事な一面がうかがえる。
ワラス警部
声 - 斉藤次郎
ベルナルド・ランケ氏殺害事件の現場検証を行ったデュッセルドルフ市警の警部。
フェルゼン刑事
声 - 遠藤大智
現場に「角」を残す一連の殺人事件の一つを捜査をしていたが、ゲジヒトに助言を仰ぎ、彼の客観的な考察から、それが模倣犯による犯行であることを指摘される。ビール好きで、ゲジヒトとは以前にも同様に事件の捜査をしている間柄。
シュリング局長
声 - 水内清光
ユーロポール・ドイツ支局局長。ゲジヒトの改竄された記憶について知る人物。ホフマン博士からゲジヒトの記憶に何らかの隠蔽工作があったのではないかとの問いかけに対し、ゲジヒトの製造に莫大な金がかかったこと、「大量破壊兵器になりうるロボット」である彼の存在が世界の勢力均衡を保つのに欠かせないなど説くが、質問の回答は避け言葉を濁しその場を去った。ホフマン博士が誘拐されかけた際、アブラーと取引をしたゲジヒトを叱咤し、休職願を却下した。
ベッカー部長
声 - 最上嗣生
ユーロポール・ドイツ支局に勤める警察。シュリング局長の部下の一人。局長同様、ゲジヒトとアドルフの兄が関わる「事件」のことを知る数少ない人物。ホフマン博士が刺客ロボットに誘拐された際、これですべてが終わるとし、平然と博士諸共、ロボットを銃撃、破壊するよう部下に命じた。事件を知り回線にアクセスしてきたゲジヒトに対しても、冷徹な態度を通し、口論の際、ゲジヒトの過去に関し部下のいる前で言及しかけた。
ホーガン
声 - 高口公介
ガードロボット。頭部はプロテクターで覆われている。屈強なボディーで、非常時には腕部や脚部が伸びて薄く広がり、保護対象を文字通り「カバーする」。エプシロンの護衛任務を与えられるが、エプシロンの方がはるかに強力なロボットなだけにむしろ恐縮していた。事務的に、護衛の任務を遂行する一方で、施設の子供たちに対する心配りも見せている。ハンターヴァレー上空で、「敵」とエプシロンが交戦した際、その衝撃波から施設の子供たちを守った。ワシリーを救出すべく罠に自分から飛び込むエプシロンに強引に同行し、エプシロンとプルートゥの対決の立会人となる。

### 「敵」と事件関係者
サハド / プルートゥ
声 - 関俊彦
元はアブラー博士により作られた人間型ロボット。中東系の青年の姿をしている。
砂漠で覆われた祖国の緑化（花畑を作る）を夢見て植物学を学んでおり、砂漠に覆われた過酷な祖国の地にも耐えうる植物の栽培技術を学ぶため、アムステルダム大学に留学。温厚で真面目な性格であり、大学では研究に没頭していたため、周囲からの覚えもよかった。栽培していたチューリップにそれぞれ名前をつけて可愛がるという、ロボットらしからぬ一面を持つ。他の花を全て枯らして生き延びた「プルートゥ」という名のチューリップに対して、特別な感情を持っていた。オランダ・ザアンダムにあるペルシャ王国国営の栽培実験場において花の研究をしていたが、中央アジア紛争が勃発した際、「父が死んだ」と周囲に言い残し、戦地となった祖国へ帰国する。その際、自分が「プルートゥ」のようになってしまうのでは、という意味深な懸念を周囲に残している。
ペルシャの戦局が悪化した際、作り主のアブラーに呼び出され、完成された「体」と対面している。その体は、環境開発ロボットだったものを軍事兵器として改造したもので、作り主のアブラー博士曰く「魂の彷徨」と呼ばれる、電磁波による電子頭脳の遠隔操作システムが導入されている。これにより、電子頭脳の挿入されていないロボットに憑依し、その体を操ることが可能。また、竜巻を起こしたり雨を降らすなど自然の天候をも操る能力がある。この「体」になってからは、アブラー博士によりプログラミングされたであろう「怒り」を核とした残忍な人格が頭脳を支配しており、獣のような獰猛な唸り声をあげるなど、温厚な「サハド」の人格は鳴りを潜めてしまった。しかし、アブラーの命令に抗う場面も見られ、花畑の絵を描き、草花に生命力を与える他、標的と遭遇した際「悲しみ」などの情緒を示すなど、時折「サハド」の片鱗を見せることがある。また、「ボラー」という言葉と、恐らくそれを指すであろう砂漠の中に立つ巨大な影のイメージを異常なほど恐れている。ロボット殺害の件も、アブラーに強制されて行っていたことが判明。対戦相手であるエプシロンの前で、胸の内を明かし救いを求めつつも、結局は憎悪に支配され、エプシロンを破壊した。
その後はエデン国立公園に現れアトムと対決。憎悪に支配されたアトムによって両方の角と片腕を失うが、それを制御したアトムによって赦免され、慟哭。彼もまた自らの憎悪を制御し、地球を救うため、地下に侵入。「（サハドの唯一完全な理解者だった）ウランによろしく伝えて欲しい」と言い残してアトムを脱出させた後、ボラーと相打ちに。最後の力でカルデラから噴出したマグマを凍らせ、地球を救った。
ホフマン博士
声 - 家中宏
ゼロニウムを発明し、ゲジヒトを管理整備する科学者。ユーロポールドイツ支局に属する。ゲジヒト（人工知能）が見る夢について個人的な興味を持っている。傍目には善良な人物だが、科学者の見地から物を語ってしまいがちな悪癖を持ち、しばしばそれはゲジヒトを苦笑させている。しかしゲジヒトのことは彼のストレスを心配したり、彼にある措置が極秘裏に施されたことを疑い上司を直接問い詰めるなど、技術者として以上に「友人」として大切に思っている。何者かに襲撃されるが、エプシロンに助け出された。だが、その後、デュッセルドルフにて出席した欧州科学フォーラムの会場を後にする際、接触したアブラー博士に再び命を狙われる。敵の放った刺客のロボットに捕らわれ絶体絶命の状態に陥った上、ユーロポール上層部にも見捨てられる中、ゲジヒトがこの指示を断固無視し、敵との取引に応じたことで事なきを得る。我が子であり親友のゲジヒトの「死」を彼の墓標の前で悔やんでいた時、訪れた天馬博士とキンバリーでの会談以来の再会を果たす。アトムの復活を喜ぶ彼に対し、天馬博士は「科学者はどの領域まで踏み込むことが許されるのか」と言い残して去っていく。
ブラウ1589
声 - 田中秀幸
ロボット史上、初めて人間を殺害したロボット。本作のキーパーソンの一人。ユーロ連邦・ベルギーのブリュッセルにある人工知能矯正キャンプの地下に、身動きが取れない状態で隔離・幽閉されている。人工頭脳の徹底調査が行われたが結論は「正常」だった。ロボットが正常な人工頭脳で「人殺し」を犯す可能性に怯えた人間たちに警戒されており、理解者は少ない。数少ない理解者が天馬博士とアトムである。
配線が辛うじて繋がっている状態にまで破壊され、壁に寄りかかり、複数の武器で動けないようにされている。ボロボロに朽ち果てており、フレームなどがむき出しの状態であるが、意識はある。プロテクターをつけなければ異常をきたすほどの強力な電磁波を放ち、今までに面会に来た4体のロボットを壊している。
初対面のゲジヒトが自身と同じ「人殺し」だと見抜き、記憶チップの交換を申し出た。標的が世界最高性能のロボット7人であること、トラキア合衆国大統領のバックにいるDr. ルーズベルトの存在を示唆し、真の黒幕であると暗示するなど、ロボット連続破壊事件の解決の手がかりを度々ゲジヒトに与え、遺体に施された角を「死の神（＝プルートゥ）」の暗示であると推測した。彼は、自身の殺人行為を「処刑」と表現していたという。天馬博士はアトムを含む7人のロボットたちの死後、進化した人工頭脳を有する存在がブラウ（とアブラーを詐称するゴジ、Dr. ルーズヴェルト）だけになったとみなして彼を訪ねた。
過去にアトムと接点があり、旧知の間柄。ロボットであるアトムが成長する筈がないことをわかった上で「少し大人びた」と評するなど内面の「進化」に気付いている。またアトムの中に芽生えた本物の心を示唆する「あたたかさ」を感じている。アトムが一命を賭してボラーを止めるべく戦いに挑むと気づき、再会を約束した。
ブラウ1589のボディーには槍が突き刺さっている。これを抜かれるとブラウは死亡するとされていたがそれは「嘘」だった。
エピローグで、アトムからある頼みごとを受ける。プルートゥによって地球が救われたのち、脱獄してアレクサンダーとルーズベルトのもとへ行き、自ら引き抜いた槍で2人を処刑しようとするが、アレクサンダーの中にある心を見つけ、彼だけは解放した。
お茶の水博士
声 - 古川登志夫
アトムを管理整備している博士。アトムの妹であるウランの生みの親でもある。温厚な思考を持ち、「ロボットも同じく命を持つもの」という考えの元、ロボットに深いいたわりと深い愛情を抱く優しい性格の持ち主。天馬の後任として日本の科学省長官を務める。アトムをわが子のように可愛がり、孫からも慕われる良き「おじいちゃん」でもある。妻とは死別しており、トーキョーの下町で一人暮らしをしている。ボラー調査団の元メンバー。そのため、何者かに命を狙われる。
なお、彼のフルネームについて、劇中に登場する彼の名刺では、「お茶の水（＝姓）博士（＝名）」とも解釈できる表記になっている（博士号などの肩書きは苗字の前につけることが多い）。
「地上最大のロボット」版
ロボット同士が争うことを嫌悪している。幾度となくプルートゥと対決しそうになるアトムを必死に止め、アトムからの強化改造案も否定する。だが、サルタンにプルートゥとアトムを戦わせるため人質にとられてしまう。
ウラン
声 - 鈴木みのり
アトムの妹として、お茶の水博士が製作。少々強気で生意気かつ、繊細な性格。高性能なセンサーを所持する故、ある日それに導かれ公園で正体不明のロボットと出会ったことを機に、事件に巻き込まれていく。兄であるアトムが意識不明の状態に陥り、自身も人間同様の深い「悲しみ」に暮れる。その後、天馬博士の計らいでアトムと再会する。
形態は人間型。短めのツインテールをした、おしゃまそうな女児の姿をしている。戦闘能力は無いが、動物や植物から発せられるSOSや、「悲しみ」や「憎しみ」と言った人間の激しい感情の変化をキャッチすることが可能で、多すぎるほどの他者の「悲しみ」を察知してしまう。そのため、人助けに余念がなく忙しない一面もあるが、感情の起伏を客観的かつ的確に分析する能力は人間以上で、プルートゥと思しき先述のロボットや、アトムに対して複雑な感情を持つ天馬博士とも、持ち前の感受性と感情の分析能力を活かし心を通わせるなど、非常に重要な役回りを演じている。
「地上最大のロボット」版
アトムに変装しプルートゥに挑むも逆に人質にされる。その後、ただ命令を遂行するプルートゥの閉ざされた心（電子頭脳）に「優しさ」と「思いやり」そして「友情」という、ぬくもりを教える。その事は、プルートゥにとって大きな転機となり、強い葛藤を与えた。そしてそれは彼の最期の瞬間まで続くこととなった。同時にそれは、戦ってきたアトムたちに深い悲しみと教訓を落とす結果となった。『アストロボーイ・鉄腕アトム』では動物の心を感知できる能力を持つ。
ベルナルド・ランケ
デュッセルドルフのロボット法擁護団体の指導者。ボラー調査団の元メンバー。ゴジに殺害される。ホフマン博士曰く「人を上から見下ろしたような物言いをする」「敵を自分で作ってしまう人物」らしい。
田崎 純一郎
国際ロボット法を発案した日本人法学者。ボラー調査団の元メンバー。ゴジに殺害される。
スコット准将
声 - 松田健一郎
国連軍准将。かつてボラー調査団に同行していた。プルートゥと交戦しながら取り逃がしたエプシロンをかなり高圧的に尋問するが、そこにボラー調査団関係者の抹殺をも狙うボラーの襲来を受けて、ゲストハウスごと消滅させられる。
ロナルド・ニュートン・ハワード
光子エネルギーを発明したオーストラリア人科学者で、エプシロンの生みの親。ゴジに殺害される。かつて「世界全体を救うロボット」の開発を目指し、ホフマンや天馬両博士と会談したことがある。
Dr. ルーズベルト
声 - 井上麻里奈
トラキア合衆国大統領アレクサンダーのブレーン。ゲジヒトなどのロボットの人工知能の数千倍の容量を持つコンピューター。大統領とはぬいぐるみ型の端末を通じて会話する。ブラウ1589やダリウス14世の発言中にも、その名や存在が言及されているので、大統領を陰で操る存在ながらも、決して隠された存在ではない。
その目的はロボットの時代を作り上げることであり、アレクサンダー大統領ですらも手駒としか考えていない。本性は「自分以外はすべて敗者で愚者で死者」「人間はロボットの下僕」という考えを持つ極めて傲慢なロボット。7人の高性能のロボット暗殺の手引きをアレクサンダーと共にひそかに行い、成功する。その後、ボラーによってすべての生物が滅ぼされると言う情報を聞いてもまったくといっていいほど動じず、「ロボットは生き残る」とむしろそれを望んでいた。プルートゥによって地球が救われた後、意気消沈するアレクサンダーの前で、新しくロボットの時代が始まると宣言する。が、その直後に来襲したブラウ1589の槍によって端末を破壊された。
アレクサンダー大統領
声 - 堀内賢雄
トラキア合衆国大統領。大量破壊ロボット製造禁止条約の締結と第39次中央アジア紛争への多国籍軍派遣を主導。
トラキアを最強の国家に仕上げるために、大量破壊兵器ができていることを口実にペルシア戦争を実行。兵団を壊滅させる。次に獄中のダリウスとひそかに連絡を取り、大量破壊兵器になると思しき7人のロボットを暗殺するためのアドバイスをした。
7人がすべて殺された後（しかしアトムは復活）、トラキアは永久に繁栄すると思い上がるが、直後にゴジによってエデン国立公園下のマグマ溜まりを利用され、トラキアどころか地球そのものを滅ぼされそうになった。自分の傲慢さが悲劇を招いたと感づいた彼は心身ともに気落ちするが、そこで脱獄したブラウ1589と遭遇。首を締め上げられるが、解放される。
ダリウス14世
声 - 飯塚昭三（エピソード5まで）、間宮康弘（エピソード8）
元ペルシア王国国王。自らが同国の王位継承者であると宣言し、ロボット兵器による急激な軍備拡張を展開。第39次中央アジア紛争を引き起こすも、トラキア合衆国を中心とした列強国の軍事介入により失脚。彼の住む宮殿は陥落し、自らも自決を覚悟するまで追い込まれたが、トラキア合衆国管轄のカラ・テパ刑務所に身柄を拘束された。拘束前は、恰幅の良い体格だったが、再登場時は完全にやつれ見る影もない姿となっており、その落差が長期の収監生活を物語っている。身柄拘束後は、戦犯として裁判を受けているが、獄中や法廷で一連の事件と関連すると思しき、殺害あるいは未遂に終わった被害者の名や、「進化の過程」「神に愛されたロボット」「お花畑」などの数々の発言や奇行を繰り返す。ゲジヒトとの面会の際に舌を噛み切り自殺を試みるも一命は取り留めた。その後も、拘束具とボイスモジュレーターが施された姿で収監中。
アレクサンダー大統領に通信で呼び出された際、彼に対し「復讐の炎に焼きつくされるであろう」と吐き捨てている。また、軍事法廷の廷中激しい地震に見舞われた際、「アブラーの仕組んだ復讐からは誰も逃れられないだろう」とも発言している。
悪の独裁者というイメージがあったが、実際は「自分に忠実な国民には」優しい男で、砂漠のペルシアを緑の大地にするのが夢であり、実はボラーもそのための環境改造ロボットとして製造する予定だった。
王宮陥落直前、完成したプルートゥに対し、7体の高性能ロボット暗殺を命じ、アブラー（＝ゴジ）に対しては、ボラー調査団の暗殺とトラキアの制裁を命じている。
「地上最大のロボット」版 （サルタン）
プルートゥをアブラー博士に命じて作り上げた男。元々はある国のチョチ・チョチ・アババという名の王だったが贅沢三昧な暮らしをしていたため、国を追われた。とある孤城で暮らしていたが、いつか自分がまた王位に就くことを夢見ており、それが叶わないなら自分のロボットを世界一にしようと考えてプルートゥを作らせた。金持ちらしいわがままな部分が目立つ人物として描かれている。
アブラー博士
声 - 山路和弘
ペルシア王国出身の科学者「中央アジア最高の頭脳」と呼ばれる。アトムいわく「人間かロボットか、わからない人」。本人によるとペルシア戦争により体の大部分を機械化しているため、スキャンを通した分類が「ロボット」になる。戦災で家族（ロボットの子供を含む）を失った場面が描かれており、その悲しみと世界への憎しみで満ち溢れている。
国際会議出席のため来日するが、その真の目的は失踪した自作のロボット「プルートゥ」の捜索。「プルートゥ」の捜索では大量の偵察用ゴキブリメカを吐き出すロボットを使用する。再登場時にはペルシア共和国科学省長官に就任している。サマルカンドにてゲジヒトと対面した際、自身がダリウス14世と懇意であったことを告白。後のゲジヒトの調査で、サハドの生みの親であることが判明する。ゲジヒトの死後は、ワシリーを人質にとり、誘き寄せたエプシロンとプルートゥを戦わせている。戦災で妻と子供を失い、戦争の悲劇による怒りや憎しみのみが彼を突き動かしている。サハドから彼の「体」を奪いプルートゥの「体」を与え、「親」であるアブラーを裏切れないサハドの心情を利用し、「体」を返還するための交換条件として、今回の事件の標的である大量兵器になりうるロボットたちの殺害を命じている。
しかしその正体はアブラーではなく、自らをアブラーと思い込んでいるゴジであった。「戦争でほとんどの体を吹き飛ばされた」というのも、自らの人工知能を欺くことを覚えたゴジが暗示した偽の記憶であった。「本物のアブラー」は、ティムール地区への空爆の際、既に死亡していた。そして、「本物のアブラー」はその死の直前に自らの世界への憎しみをチップにコピーし、天馬博士に手渡していた。天馬博士がその憎しみを眠っていたゴジに注入したことでバランスが壊れ、最高の人工知能が覚醒したのである。
そしてアブラーは天馬博士を拉致し、自分の脳をボラーに移植するよう強要した時にすべてを知り、アイデンティティーの混乱で顔が次々に変化し、自らの本来の姿であるゴジに戻っていった。
「地上最大のロボット」版
ゴジ博士の変装。サルタンからは月給1億で雇われていた。
ゴジ博士
ペルシア王国に高性能なロボットの兵団を作り、中央アジア制覇に寄与したと言われる天才科学者。「ゴジ」という名前はあくまで通称であり、本名や顔、その他の個人情報は明らかになっていない。お茶の水博士を襲撃した謎のロボットは自らをゴジであると名乗っている。
その正体は環境開発用ロボットであったボラーを完成させるための超高性能助手ロボットであり、天馬博士の言う「完璧な頭脳をもつ、完全なロボット」。地球上の全人類の数に匹敵する感情のデータを基にした「60億の人格」をプログラミングされており、その人工知能の複雑さや情報量の多さは、それまでのロボットの比ではなかったため、超高性能ゆえの複雑さに処理能力が追い付くことができず、無限のシミュレーション状態に陥り目覚めることができなかった。しかし、アブラー博士の憎しみの感情の篭ったチップを注入することで覚醒し、ゴジとしての人格とアブラーとしての姿と性格を持つ二重人格のロボットとなる（ただし、本人は自分をアブラーと思っていた）。これは、ありとあらゆる人格や性格をプログラミングされたため、ロボットでありながら、複数の人格を演じ分けることができるようになった結果であり、また、一定以上の高度な知能は、嘘をつくことを覚えるとされ、人工知能そのものをも欺き二重人格に陥るという、ねじれた精神状態を作り上げた。
「アブラーとしての彼」は、憎しみの赴くままプルートゥを作り上げ、7体の高性能ロボットを暗殺するよう仕向け、「ゴジとしての彼」は、目的どおりボラーを作り上げた。その一方、人工知能の抜けたさまざまなロボットに自らの人工知能を埋め込んで操作し、ボラー調査団を次々と暗殺していった。そして「アブラーとしての彼」は、ボラーを完成後、天馬博士を拉致し、自分の頭脳を移植するよう強要するが、自分が天馬博士によって作り上げられたロボット・ゴジだと言うことを知らされる。そのショックのあまり錯乱状態になり、機能を停止したが、その頭脳は無数のゴキブリによって抜き去られた。
その後、その人工知能は望みどおりボラーに組み入れられ、大火山活動を誘発することで核の冬を起こして地球を滅ぼすため、エデン国立公園下のカルデラを突き進む。そして自らを止めようとするアトムとプルートゥに遭遇。自分はアブラーだと叫び続けながら、プルートゥの特攻を受け、破壊された。
なお、「ゴジ」とは古代ウズベクの伝説に出てくる「砂の賢者」に由来するという。この賢者は、砂より生まれ、王にこの世の真理を説いた後に、再び元の砂塵に戻っていったという。
「地上最大のロボット」版
サルタンの前に突如現れ、自分のロボット「ボラー」こそが最強であり、プルートゥかアトムの生き残ったほうと戦わせると宣言した謎の男。
その正体はサルタンの召使ロボット。最強のロボットを欲しがっていたサルタンの希望に答えるために、「アブラー博士」と名乗りプルートゥを作り上げるが、サルタンがそれを利用して他のロボットを破壊し始めたので、そのプルートゥを倒すために「ゴジ博士」としてボラーを製作した。全てが終わった後に、戦いの空しさをサルタンに諭す。
天馬博士
声 - 津田英三
本作におけるダークヒーロー。アトムの生みの親で世界的な電子頭脳の権威。テンマ型チップと呼ばれる人工知能の作動に重要な影響を及ぼすパーツの発明者でもある。原作同様、ロボットに対して屈折した考えを持っている。元日本科学省長官で、お茶の水博士の前任者に当たる。ホフマン博士曰く「完璧な頭脳」の持ち主。
交通事故で死亡した息子・トビオの姿を模してアトムを製作するも、自分の思い通りに育たない苛立ちから、アトムをサーカス団へ売りとばした。科学省を去った後は、表舞台に一切姿を現さず闇社会に消えていたという。しかしキンバリーにて、ホフマン博士、ニュートン＝ハワード博士らが会談を行った際には、彼らの前に姿を現し、両博士の研究内容を網羅しその場を去り、再び行方をくらました。その後、アブラーの依頼により、彼をして「完璧」と自負する唯一無二のロボット・ゴジを製作した。
「敵」との闘いにより「死亡」が確認されたアトムを修理するために、元の職場である科学省に姿を現し、驚異的な腕前を発揮しアトムの修理を成し遂げる。ゲジヒトの死後、来日した彼の妻ヘレナと接触してゲジヒトのメモリーを託され、それをアトムに与える。憎しみの感情を注入されることで、アトムが制御不能な怪物になる恐れがあることも承知の上で、陰で「アトムを蘇らせるためには悪魔にもなる」と言い放ち、アトムを「再起動」させた。結果的にエプシロンの死がアトムを目覚めさせる。その後アブラーに拉致され、さらなる展開を促す。その後、お茶の水博士に連絡し、ゴジが憎しみそのものの存在になったこと、地球は滅びることを宣言する。
表面的な言葉とは裏腹にアトムに対する深い愛情を抱いており、アトムを「失敗作」だと断じる一方でその死を息子トビオの死と重ね合わせて泣いた。また、ウラン、ヘレナとの邂逅を通じてアトムに限らず人工頭脳たちがより人間に近付き、人間の感情を深く理解し、進化し続けていることを実感。再会したホフマンに「私たち科学者は何処まで踏み込むことが許されているのだろう」と「畏れ」にも似た率直な感想を語った。
「地上最大のロボット」版
サルタンにお茶の水博士が拉致された後どこからともなく登場。アトムの力を100万馬力に強化改造する。
ワシリー
声 - 三浦千幸
エプシロンに引き取られたペルシア人少年。身寄りのない戦災孤児で、オーストラリアの児童養護施設で他の孤児たちと暮らす。壊滅した村落の唯一の生き残りであり、重度のペルシア戦争症候群を患っていた。「ボラー」を間近で目撃した数少ない人間。引き取られた当初は、心を閉ざし「ボラー」以外の言葉を発することがなく心配されたが、徐々にエプシロンや他の子供たちと心を通わせ、歌を唄えるまで回復した。しかし、エプシロンが不在の際に、「ヨハンセン」と名乗る慈善家の男に引き取られて（拉致されて）しまう。

### その他
ヘレナ
声 - 朴璐美
ゲジヒトの妻であるロボット。刑事の仕事に忙しい夫を心配している。職業はインテリアデザイナー。自身にその記憶がないのだが、夫と共に日本への渡航を試み、直前にキャンセルしたという記録が残っている。夫ゲジヒトの死後、天馬博士に夫の記憶チップを渡すために来日。その後、ゲジヒトのチップが挿入されたアトムと出会い、夫の魂がアトムの中で生きていることを実感した。
人工頭脳が「進化」している証拠にゲジヒトの死を完全には受け入れておらず、死の二ヶ月後に来日した際にお茶の水やホフマンの前では気丈な振る舞いで悲しみを隠していたが、天馬に促されて号泣した。その悲しみの感情はアトムの死を素直に受け入れられなかった天馬を貰い泣きさせたほど。大事なことを忘れていることには薄々気付いていたが、我が子ロビタの記憶を取り戻すには到らず、真相を知っているアトムはヘレナに「嘘」をついて心を救った。
ポール・ダンカン
声 - 羽佐間道夫
ノース2号を雇ったボヘミア出身の老作曲家。少年時代の病気により死にかけたが、モグリの日本人の医者の手術により一命を取り留める（その結果、視力は落ちていき、失明している）。かつて母に捨てられたと思い込んでいたためか偏屈な性格で、ノース2号のことも兵器呼ばわりしていたが、彼のつらい過去や母の真の愛情（手術には高額な報酬が必要だったために母が身売りしていたこと）を知り心を開く。
アドルフ・ハース
声 - 木村雅史
表向きはデュッセルドルフで貿易関係の仕事を営み、妻・イルザと一人の子供・ハンスと暮らすごく普通の男性。しかし、裏ではKR団に所属している熱烈な反ロボット主義者。
父は工場労働者で、工場における労働力としてのロボットの導入に伴い、リストラという憂き目に会ってしまう。父はアドルフ兄弟のためサッカーボールを盗むがロボットの告発により窃盗罪を喧伝される。釈放後の父は酒びたりの日々を続けた末、飛び降り自殺した。
兄の遺体を引き取った際に知人の医師に検死を依頼し、兄を殺害したのがゼロニウム弾だと突き止める。だが、大掛かりな隠蔽工作で使用履歴は抹消され、発射したのが誰かが分からなかったが偶然息子の教科書でユーロ圏ではゲジヒト一人しか該当者がいないことを知り、彼への復讐を企む。ゲジヒト夫妻の日本行きを前に殺害しようと付け狙うが良心に苛まれて迷ううち、ゲジヒトを生かし反ロボット主義のプロパガンダとして利用しようとしているKR団から危険分子として排除されそうになり、自動車に爆弾を仕掛けられる。警察で尋問にも近い取り調べを受け、更には自身のオフィスの留守番メッセージでKR団の粛正だと確信。疑心暗鬼に陥ってパニックになったとき、ゲジヒトが護衛役として現れる。ゲジヒトを追い払いたいがためにオフィスへの家宅捜索を許可するが、R・N・ハワード博士殺害のニュースで、戦争終結直後、戦後復興ビジネスに参画するためペルシャに入国したことや、その際偶然入手し秘匿していたカラ・テパ刑務所におけるダリウス14世の意味深な発言映像をゲジヒトに見せる。このことで更なる敵を増やす。オフィスに熱源誘導弾を撃ち込まれるなど危機が深刻化。恐怖したアドルフは自身がKR教団の一員であることを認め、教団の実態を告発するかわりに証言者保護を申請する。ユーロポールのセーフハウスに移送されるが、KR教団の脅迫はエスカレートし、家族にも累が及ぶと知ったアドルフはメッセンジャー役の清掃ロボットを破壊しようとしてゲジヒトに止められる。その際にゲジヒトが兄を殺したことを打ち明ける。ブラウに事実を確かめ任務に復帰したゲジヒトはハース一家をKR団の刺客から守り、アドルフの盾となる。その行為を涙ながらに感謝したが結果的にその時の損傷がゲジヒトの命を奪うことになった。
ハース（Haß）とはドイツ語で憎しみの意味。
アドルフの兄
声 - 新田英人
過去のトラウマにより弟以上の反ロボット感情の持ち主。ビーコムアイ-3と呼ばれる監視カメラシステムの修理業者として働いていた。かつて独学で勉強していたアドルフのために学習機器を盗んだ際、警備のロボットを破壊したことで「ロボットは人間を殺せないが逆に人間はロボットを殺せる」と考えるようになり、その後連続幼児型ロボット誘拐殺人事件を引き起こす。ロボット夫婦のみならず、子供のいない人間夫婦にも必要とされている子供ロボットを惨殺した彼の事件は、KR団幹部ですら「吐き気がする行為」と蔑んでいる。実の弟であるアドルフからも嫌悪されているが、同時に親を亡くした中で自分を育ててくれ、ロボットに負けるなと勉強を応援したり（ロボットからの強盗によるものとはいえ）最新端末などの援助をしてくれたため、愛憎入り交じった感情を向けられている。表向き警官により射殺されたとされているが、実際は自分の子供を殺されて逆上したゲジヒトによって、ゼロニウム弾で殺害されていた。
アーノルド
声 - 星祐樹
エプシロンと懇意だったトラキア合衆国の気象予報ロボット。人間型ではなく、オーソドックスなタイプのロボット。おしゃべり好きな性格。首都ニュー・ワシントンにある気象予報センタービル所属。衛星写真を解析し砂煙と共に、ペルシャの砂漠地帯を移動する「ボラー」と思しき巨大な影を確認するも、その確証は得られなかった。また、気象予想センタービルの壁に入る不自然なクラック、急速な火山の活動異常、過去に発生した大地震の周期を基にしたデータなどから、トラキア合衆国を基点に未曾有の天変地異が起きることを予測し、アレクサンダー大統領を含めた政府高官らに報告した。
伴校長先生
声 - 高木渉
ウランの通う学校の校長。通称ヒゲオヤジ。「ロボットも人間と同じように悲しむもの」という考えを持ち、世間上アトムを失ったウランの心を救おうとしている人格者。
モハメド・アリ
声 - 美波わかな
ゲジヒトがペルシャのサマルカンドで出会った花売りのロボット。ゲジヒトにサハドの名前と留学先を教えた。体が半壊しているが、サハドに憧れ、将来は学者になりたいと思っている。その後、ゴジにより操られアムステルダムにいたゲジヒトの前に姿を現し、彼を銃で撃ち、殺害する。ゲジヒトを射殺した際、自らも半壊ロボットだった上、高反動のクラスター弾の衝撃によって機能停止した。
ロビタ
ゲジヒトとへレナの養子のロボット。
人間の親子の愛情に興味を持ったゲジヒトが、スクラップ場で500ゼウスで買い取って養子とした。少しずつ成長していくロビタを見て、二人は親子の情を理解するようになる。しかし二年前、家族との日本旅行を考えていた矢先、アドルフの兄によって誘拐され、最後は破壊されてしまう。それを見て逆上したゲジヒトによってアドルフの兄も殺害された。
子供を失った二人の悲しみは深く、任務にも支障をきたすほどだったので、警察上層部は二人のロビタに関する記憶をすべて消去。それによってできた空白は、「研修の傍らさまざまな所に旅行していた」という偽の記憶で埋め合わせた。ところが、ゲジヒトにだけは記憶の断片がなぜか残り、チップを交換したブラウ1589とアトムもそのすべてを知るようになる。そしてアドルフとの接触・触れ合いによって、ゲジヒトはロビタに関する記憶をすべて取り戻し、その中から『憎悪からは何も生まれない』ということを見出していく。

## 用語
ロボット
この時代のロボットは人と同様、一定の人権を有しており市民権も得ている。非常に人に近い容姿を持つ物から旧来のロボットの容姿を持つ物まで様々。また、作業などの用途によって自身のボディを変える（複数のボディを持つ）タイプも存在する。
第39次中央アジア紛争
中央アジア地域に位置する独裁国家ペルシア王国で、大量破壊ロボットを巡って起きた戦争。国王ダリウス14世が、ロボット兵団などの軍事力で近隣諸国を侵略し、中央アジアを制圧しようとしていたことがその発端。その後、それを食い止めるためトラキア合衆国のアレクサンダー大統領が国連に働きかけ、「大量破壊ロボット製造禁止条約」を承認させる。そして、ペルシア王国は大量破壊ロボットを保有しているというトラキア大統領の主張を元に、国連はボラー調査団をペルシア王国に派遣。
その後、ボラー調査団はモスクの地下に大量のロボットの残骸を発見。国連は条約違反であるとしてペルシア王国に世界最高水準ロボット7人など平和維持軍を派遣。アトムをはじめとする世界最高水準ロボット達の活躍によりペルシア王国が陥落し戦争は終結。しかし、悲惨な戦場での体験は7人のロボットたちの心に大きな影響を与えた。
モデルはイラク戦争。
ペルシア王国
ペルシア王朝の正統な後継者と称する国王・ダリウス14世による独裁主義国家。絶対君主制が敷かれ、民衆やロボットは圧政に苦しんでいた。ロボット軍事力を強大化し中央アジア全域の統治を目論むもトラキア合衆国や国連との衝突によって戦争を引き起こす。しかし、アトムやゲジヒトなどの世界最高水準ロボットの働きにより、戦争終結と共に崩壊。戦争終結後は国連やトラキア合衆国が占領し、その後はペルシア共和国として経済の復興と民主主義の定着の道筋を歩み始める。
モデルはフセイン政権下のイラク。
トラキア合衆国
「世界のリーダー」を自負する大国。アレクサンダー大統領が国を治め、第39次中央アジア紛争を主導的な立場で終結させる。その「功績」から同大統領は国民に支持され再選。また、世界最先端の科学技術を有する技術立国でもあるがロボット産業は未発達で、大量破壊兵器になる可能性のロボットは所持していない。首都はニューワシントン。「エデン国立公園」という広大な保護区域があり、アメリカ先住民を思わせるナナブー族が居住している。
モデルはアメリカ合衆国。
エデン国立公園
広大な保護区域。いくつもの休火山に囲まれている。この区域の地下には巨大なマグマ溜まりがあり、火山全体が噴火した場合、太陽光線がすべて遮られて火山の冬となり、ほとんどの生物は死に絶える（破局噴火）。これを利用したゴジはボラーを使い、カルデラに侵入してトラキアにいくつもの天変地異を起こさせた後、ボラーの反陽子爆弾を爆発させてカルデラ全体を噴火させ、地球を滅ぼそうとするが、アトムとプルートゥの活躍で阻まれた。
モデルはイエローストーン国立公園。
ナナブー族
エデン国立公園に住む先住民。この部族のシャーマンは「この地を中心に、この世が滅びるだろう」と予言している。
ユーロ連邦
『PLUTO』の世界で現在のEUが更に発展したと思われる架空の連邦国家。その事から範囲はヨーロッパほぼ全域にあたり、かなりの超大国であると類推される。
現在EUに加盟していないトルコもこの国の一員である。
アセアン
『PLUTO』の世界の日本やオーストラリアはこの地域区分に含まれている模様。現在のASEANとは異なり、東アジアやオセアニアを含む西太平洋沿岸地域を指すと考えられる。
大量破壊ロボット製造禁止条約
ペルシア王国のロボット軍事力が強化し、中央アジアには軍事的緊張が高まっていた当時、それを懸念したトラキア合衆国のアレクサンダー大統領が国連に大量破壊目的のロボットの生産を禁じる条約を提唱し国連で承認される。それ以前に製造されたゲジヒト、アトムら7人は条約に抵触する（大量破壊兵器にもなりうる）性能を持つ。戦争の引き金ともなった条約。また、その科学技術においてロボット研究開発の分野が遅れをとっていたトラキア合衆国が優れた技術力・生産力を持つ他国を「牽制」する意味合いもある。
ボラー調査団
大量破壊ロボットの製造の疑惑をかけられたペルシア王国に、実態把握のために国連から派遣された調査団。結局、大量破壊ロボットの発見には至らなかったが、調査に立ち入った古いモスクの地下において大量のロボットの残骸を発見した。ロボット工学の分野からはお茶の水博士、ホフマン博士、ハワード博士らが参加。その他、それぞれ殺害されたロボット法擁護団体のベルナルド・ランケ、法学者の田崎純一郎もボラー調査団の元メンバーであったため、後に現場に「角」を残す奇怪な殺人事件のターゲットになる。また、調査団のメンバーではないが、同じくロボットの残骸を目撃していた国連軍のスコット准将も部下共々殺害された。
国際ロボット法
日本の法学者、田崎純一郎が発案。ロボットに守らせなければならないルールや、ロボットが保障されるべき権利などが定められた法律。アシモフのロボット工学三原則に基づいた「人に危害を加えたり、殺害してはならない」などの条約が定められている。
ペルシア戦争症候群
戦争の衝撃が精神に深い傷を与え、心を侵される病（PTSD）。エプシロンが引き取った戦争孤児たちのなかにも、この症状に侵された子供たちが何人もいる。
ボラー
“調査団”の名前にも使われた謎の単語。エプシロンが引き取った戦災孤児のワシリーをはじめ、これと同じ単語を口にするペルシア戦争症候群の子供がいる。ペルシア戦争の砂埃がまっている写真を解析したところ大きな影が見られ、ボラーではないかと推測される。また、プルートゥ（＝サハド）自身も、この「ボラー」という言葉にひどく怯えており、オスロの古城に潜んでいたプルートゥを目撃したワシリーが、この言葉を叫ぶと、アブラー博士も感情を露にし、彼を制止した。その上、ワシリーが「ボラー」の目撃者であるとも言及している。エプシロンとの戦いで雲の中に「ボラー」らしき巨大な影が現れた。
実はペルシア王国を緑化するための超大型地球改造ロボットの名称。アブラーによって開発されるが、試作品を作っては失敗の繰り返しで開発は難航。地下に捨てられたその残骸はボラー調査団によって目撃され、ペルシア戦争の遠因となった。アブラーは優秀な助手ロボットが必要と考え、天馬博士と共に最高の人工知能を備えたロボットを製作した。それがゴジである。
そしてゴジはボラーを作り上げるが、それはプルートゥを上回るエネルギーと反陽子爆弾を搭載した、惑星改造ロボットとして完成した。ゴジはアブラーの憎しみを持ってボラーを作り上げたため、ボラーは憎しみそのもののロボットと化し、赤ん坊のような泣き声と咆哮しかできない。
アトムとプルートゥの戦いのさなか、地球を滅亡させるためにエデン国立公園下のマグマを突き進むが、それを食い止めようとするアトム・プルートゥと激突。プルートゥの体当たりを受け、相打ちとなった。
なお、元々ボラーとはペルシアの童歌にある、『地球を食べる巨人』の名前である。
「地上最大のロボット」版
ゴジ博士が作ったゴーレム風のロボット。プルートゥを凌駕するパワーを持つが戦うことしかできない。なお、『アストロボーイ・鉄腕アトム』ではプルートゥを改良強化した「ダーク・プルートゥ」に変更されている。
KR団
反ロボット主義たちからなる、ロボット人権法廃止を唱える極右団体。その活動思想の根拠は「ロボットに魂はない」。メンバーには知識人や財界人、権力者も含まれているらしく、メディアを利用した情報戦を展開する一方で、かなり過激な活動も行っている。ドイツ司法局のロボット判事、ノイマン氏の殺害にも関与していると見られている。
モチーフはKKKで、集会の内容や団体の衣装からもKKKを意識していることがうかがえる。
ロボット法擁護団体
ロボット法の擁護、ロボットの人権の擁護を目的とした団体。そのため、反ロボット主義の者達から反感を抱かれている。
ロボットが見る夢
彼らが見る夢は人のそれとは違い、電子頭脳に記録された過去のリピート。人とは違い、記憶を電子頭脳から削除する以外、忘れるということができない彼ら特有の（一種の）症状とも言える。時にそれは（過去の体験により）苦しみや恐怖を伴う悪夢となる場合がある。
ゼロニウム
ホフマン博士が発明した、SAAW特殊重火器にも使われる特殊な合金。電磁波を遮断する特性を持ち、火器として使用した場合は、装甲車を一発で破壊するほどの威力をもつ（その威力から、対人使用は禁止されている）。ユーロポールにおいて、この合金を使用した警官ロボットが一台製作された。
テンマ型チップ
天馬博士が開発したデータチップ。
反陽子爆弾
地球を滅ぼすと言われている爆弾。
極めて難解な技術と数式が必要であり、ロボットでも一定以上の高度な知能がないと設計のための数式が出せない。
一定以上の高度な知能を持ったロボットが、すさまじい憎悪を注入されたときにその数式をはじき出せる。
ゲジヒトの憎悪を注入されたアトムがその数式を完成させたが、それより前にアブラーの憎しみを入れられたゴジが、反陽子爆弾をボラーに搭載していた。これを使ってエデン国立公園のカルデラ全体を噴火させ、すべての生物を滅ぼそうとたくらむが、プルートゥによって阻まれた。
同じ名称の爆弾が手塚治虫の別作品である『W3』に登場している。

## 原作「地上最大のロボット」
『鉄腕アトム』第55話「史上最大のロボットの巻」は、漫画誌「少年」昭和39年6月号から昭和40年1月号にかけて連載された（単行本収録時に「地上最大のロボット」へ改題）。「少年」誌上でアトムに並ぶ人気のあった『鉄人28号』に対抗して描かれたロボットバトルものであったが、人間のエゴを背負わされた戦闘ロボット「プルートウ」と、個性的なロボットたちとの決闘が繰り広げられたあと、悲しい結末を迎える。『鉄腕アトム』の中でも人気のあるエピソードであり、3度のテレビアニメ版でも映像化されている。『PLUTO』の単行本第1巻豪華版には、「地上最大のロボット」の別冊付録が付いている。

### 原作あらすじ
国を追われたアラブのサルタン、チョチ・チョチ・アババ三世はアブーラ博士に命じ、二本角を持つ百万馬力の巨大ロボットプルートウを完成させる。サルタンは支配欲を満たすため、プルートウに世界各地にいる最高のロボット7人（日本のアトム、スイスのモンブラン、スコットランドのノース2号、トルコのブランド、ドイツのゲジヒト、ギリシャのヘラクレス、オーストラリアのエプシロン）を倒し、地上最強のロボットであることを証明するよう命じる。知性と誇りを持つプルートウは、アトムやウランに情をかけることもあったが、サルタンの命令を守り、同族のロボットたちを無慈悲に破壊していく。アトムもやむなく天馬博士に頼んで、百万馬力にパワーアップしてもらう。やがて、プルートウの中にも良心が芽生え、アトムとの対決中に起きた阿蘇山の噴火を協力して食い止める。しかし、ゴジ博士が造った二百万馬力のロボットボラーが2人の前に立ちふさがり、傷ついたプルートウはボラーを巻き込んで自爆する。
じつはプルートウを造ったアブーラ博士と、ボラーを造ったゴジ博士は同一人物であった。サルタンの召使ロボットだった彼は「世界一のロボット」を欲しがる主人のためにプルートウを造ったが、その使われ方を憂い、プルートウを倒すためにボラーを造ったのだった。

### 原作と「PLUTO」の違い
ここでは一部を紹介する。
- アトムではなく、ゲジヒト中心で物語が回る（7巻以降は天馬博士やエプシロン、アトムなどの視点で展開される）
- ロボットのキャラクターデザイン（最初の案では手塚治虫のデザインをほぼ踏襲していたが、手塚眞の提案により独自のデザインになったとの事）
- オリジナルキャラクターの存在（ブラウ1589、サハド、ワシリー等）
- ロボット法におけるロボットの「人権」規定のあり方（原作では、人間への奉仕規定や、製作者を「父」と呼ぶ義務、国外移動の規制などが定められている[注 12]）
- ロボットだけではなくボラー調査団（人間）も殺されること、その頭部に角が突き立てられること
- 殺され方、殺される順番（ゲジヒトがヘラクレスの後に殺されること）
- アトムが一度殺されること（原作では接触はするが戦いはしない）
- アトムとウランの両親、コバルトは登場しない(原作では登場する、ただ両親に関しては未登場ではあるものの、アトムのセリフでは「PLUTO」にも存在している模様)

## 書誌情報
- 手塚治虫（原作） / 浦沢直樹（作画） / 手塚眞（監修） / 長崎尚志（プロデューサー） / 手塚プロダクション（協力） 『PLUTO』 小学館〈ビッグコミックス / ビッグコミックススペシャル[注 13]〉、全8巻
  1. 2004年9月30日発売[12]、ISBN 4-09-187431-2
    - 「豪華版」同日発売[11]、ISBN 4-09-187756-7

  2. 2005年4月26日発売[13]、ISBN 4-09-187432-0
    - 「豪華版」2005年4月22日発売[14]、ISBN 4-09-187757-5

  3. 2006年3月30日発売[15]、ISBN 4-09-180237-0
    - 「豪華版」2006年3月24日発売[16]、ISBN 4-09-180309-1

  4. 2006年12月26日発売[17]、ISBN 4-09-181006-3
    - 「豪華版」2006年12月20日発売[18]、ISBN 4-09-181028-4

  5. 2007年11月30日発売[19]、ISBN 978-4-09-181556-9
    - 「豪華版」2007年11月20日発売[20]、ISBN 978-4-09-181595-8

  6. 2008年7月30日発売[21]、ISBN 978-4-09-182127-0
    - 「豪華版」2008年7月18日発売[22]、ISBN 978-4-09-182185-0

  7. 2009年2月27日発売[23]、ISBN 978-4-09-182386-1
    - 「豪華版」2009年2月20日発売[24]、ISBN 978-4-09-182460-8

  8. 2009年6月30日発売[25]、ISBN 978-4-09-182524-7
    - 「豪華版」2009年6月19日発売[26]、ISBN 978-4-09-182668-8

## 舞台
2015年1月から2月にBunkamuraシアターコクーンと森ノ宮ピロティホールにて『プルートゥ PLUTO』のタイトルで上演された。演出・振付はシディ・ラルビ・シェルカウイ、上演台本は谷賢一が担当。主演のアトム役は森山未來が務める。同年5月24日にはNHK Eテレの「Eテレシアター」枠で放送された。
2018年に再演された。ヨーロッパツアー（英国、オランダ、ベルギー）も行われた。

### キャスト
- アトム - 森山未來（初演、再演）
- ゲジヒト - 寺脇康文（初演）[27]、大東駿介（再演）[30]
- ウラン／ヘレナ（2役） - 永作博美（初演）[27]、土屋太鳳（再演）[30]
- 天馬博士／ブラウ1589（2役） - 柄本明[27][30]
- お茶の水博士／Dr.ルーズベルト（2役） - 吉見一豊[27][30]
- アブラー - 松重豊（初演）[27]、吹越満（再演）[30]

### 上演日程（再演）
- 東京公演（2018年1月6日 - 28日、Bunkamura シアターコクーン）[30]
- 海外公演（2月、イギリス（8 - 11日）/ オランダ（15 - 17日） / ベルギー（22 - 24日））[30]
- 大阪公演（3月9日 - 14日、森ノ宮ピロティホール）[31]

## ハリウッド版・実写CG映画
アメリカの映画プロダクション「イルミネーション・エンターテインメント」は、手塚プロダクションと共同で本作を基にした実写映画を企画・製作中であると発表した。しかし2021年現在においても映画の公開は行われていない。

## Webアニメ
2023年2月、本作にもとづいてNetflixオリジナルアニメシリーズが製作され、同年に公開されることが発表された。同年10月26日より配信開始。

### メインスタッフ
| 原作                          | 浦沢直樹・手塚治虫                     |
| プロデュース                  | 長崎尚志                               |
| 監修                          | 手塚眞                                 |
| 協力                          | 手塚プロダクション                     |
| エグゼクティブ プロデューサー | 真木太郎 [ 2 ] 丸山正雄 [ 2 ] 山野裕史 |
| プロデューサー                | 丸山真太郎 伊香佑志 宇田川純男 葛仰骞  |
| 監督                          | 河口俊夫                               |
| キャラクターデザイン          | 藤田しげる                             |
| クリエイティブアドバイザー    | 浦沢直樹                               |
| CGI演出・特殊撮影             | 宮田崇弘                               |
| 3DCGプロデューサー            | 広川ひろし                             |
| 3DCGディレクター              | 田中太一                               |
| 美術監督                      | 柴田千佳子 (1)、橋本和幸 (2 - 8)       |
| 撮影監督                      | 佐藤光洋                               |
| 音響監督                      | 三間雅文                               |
| 音響制作                      | テクノサウンド                         |
| 音楽プロデュース              | FlyingDog                              |
| 音楽プロデューサー            | 佐々木史朗 石川吉元 篠崎稜太           |
| 音楽ディレクター              | 長美郁                                 |
| 音楽                          | 菅野祐悟                               |
| 制作プロデュース              | ジェンコ                               |
| 制作プロデューサー            | 羽生田真希                             |
| アニメーション制作            | スタジオM2                             |
| 製作                          | PLUTO制作委員会                        |

### 各話リスト
| 1 | 山下平祐 | 小島正幸 沖浦啓之 | 松瀬勝 吉村文宏 又野弘道 | 青木一紀 齊藤格                                                             | 藤田しげる                   |
| 2 | 山下平祐 | 梅原隆弘          | 梅原隆弘                 | 梅原隆弘                                                                    | 梅原隆弘 桜井邦彦 藤田しげる |
| 3 | 稲本達郎 | 松瀬勝 島崎奈々子 | 高木由絵                 | 三嶽理絵 高橋英理子 李普螺                                                  | 藤田しげる                   |
| 4 | 稲本達郎 | 迫井政行          | Eom Sang Yong 島崎奈々子 | Kwon Hyuk Jung                                                              | 桜井邦彦 藤田しげる          |
| 5 | 山下平祐 | 西村聡 松尾衡     | 新谷研人 岡本泰知        | 原修一 高橋万帆 ヤンチャン 早川加寿子                                       | 藤田しげる                   |
| 6 | 山下平祐 | 岡本泰知 佐藤威   | 岡本泰知 宇田鋼之介      | 原修一 熊田明子 早川加寿子 滝野茉美 戸叶恵利 飯野堅一 小木曽伸吾 杉埜はると | 藤田しげる                   |
| 7 | 稲本達郎 | 西村聡            | 青山弘                   | 野口征恒 青木一紀 桜井邦彦 劉柯利 李文臻 黄洋                               | 兼森義則                     |
| 8 | 稲本達郎 | 小島正幸          | 吉村文宏                 | 青木一紀 古佐小吉重 桜井邦彦 清水洋                                         | 藤田しげる                   |